# Mitropolia Proilaviei

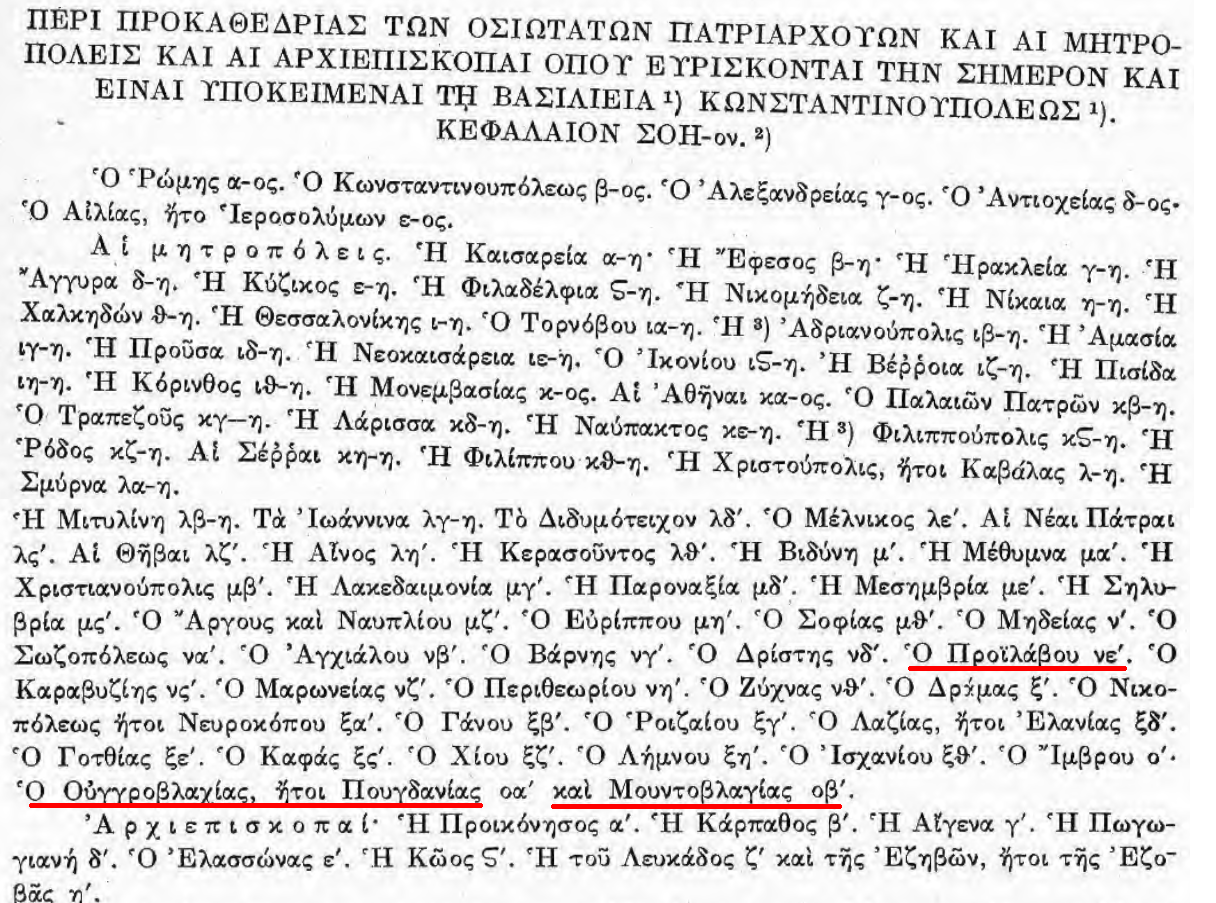
Eparhiile Patriarhiei Ecumenice, 1652

Mitropolia Proilaviei a fost o structură canonică a ortodoxiei, înființată la o dată necunoscută între 1540-1580, și care aparținea Patriarhiei Ecumenice de la Constantinopol. Denumirea mitropoliei provine de la numele localității de reședință, Proilavia (alte variante Proilavu, Proilava, Proevlavia, Proevlavie, Proevlau sau Proevlaschii) :p. 71, actualul oraș Brăila. Inițial, sediul mitropoliei a fost la Brăila, dar în decursul timpului s-a mutat la Ismail sau Silistra.:p. 389
În conformitate cu Pravila cea Mare din 1652, Mitropolia Proilaviei ocupa locul 55 din 72 în ordinea canonică între mitropoliile supuse Patriarhiei Ecumenice, imediat după cel al Mitropoliei Dristrei (vechiul Durostorum), dar înaintea mitropoliilor Țării Românești și Moldovei, care ocupau ultimele două locuri.
La 1715, Patriarhul Ierusalimului, Hrisant Notara, în lucrarea sa Syntagmation precizează că mitropoliții Proilaviei ocupau locul 50, numindu-i „Ai Proilavului, al Tomarovului, prea onorabili.” Locul în ierarhie era unul destul de modest dacă avem în vedere că „din cele peste 550 de scaune episcopale sufragane, câte avea prin secolul VI Patriarhia de la Constantinopol, se ajunsese în secolele XVI-XVII abia la 60-70 și acelea în mare parte numai cu numele, căci titularii lor neavând cu ce trăi, porneau după milostenie prin celelalte țări creștine.” Oricum, faptul cel mai important era acela că mitropoliții Proilaviei erau membri de drept ai Sfântului Sinod de la Constantinopol.
Locul superior în ordinea canonică al mitropoliților Proilaviei față de mitropoliții Țării Românești și Moldovei, precum și atenția acordată de domnitorii țărilor române acestor mitropoliți, săraci, fără eparhie de multe ori, dar cu pretenții, a constituit una din cauzele principale ale relațiilor reci dintre aceste trei mitropolii. 
„Mitropolia Proilaviei, care a durat atâtea secole a fost un cui străin înfipt în trupul bisericii române.:p. 489”—Arhiereu dr. Venianim Pocitan, Istoria Mitropoliei Proilaviei
Mitropolia Proilaviei sau Brăilei s-a înființat la scurt timp după ocuparea orașului de către turci, și anume între 1540 și 1550. Evident, nu este exclus ca să fi existat și înainte de 1540 un for superior bisericesc de care să fi ascultat creștinii din raialele turcești, dar acest for n-a purtat în nici un caz numele Brăilei, fiindcă n-avea nici o rațiune să-l poarte. :p. 140 După cucerirea orașului însă, fixându-se (sau mutându-se) aci reședința noii mitropolii, din cauza situării sale centrale față de celelalte raiale, ea primit numele formei greco - slavizate a Brăilei, „ö Proilavon [ο Προιλαβον]”.
În decursul timpurilor, Mitropolia Proilaviei a avut o existență zbuciumată. Hotarele ei au suferit multe modificări ca urmare a deselor schimbări politice. Existența mitropoliei depindea de stăpânirea politică a teritoriilor pe care le păstorea. Când stăpânirea turcească era puternică, mitropolia funcționa, exercitându-și autoritatea canonică. Când această putere musulmană slăbea, mitropolia era desființată și teritoriile ei intrau sub administrația bisericească a chiriarhiilor rânduite de noua stăpânire politică.
Cele mai semnificative lovituri primite de Mitropolia Proilaviei au fost din partea Rusiei. Aceasta, din dorința de a îngloba sub ascultarea sa teritoriile aparținătoare de Mitropolia Proilaviei, a ignorat total canoanele ecumenice existente în privința desființării eparhiilor, folosindu-se de fiecare ocazie pentru ca această eparhie, supusă patriarhului din Constantinopol, să fie desființată.:p. 189
În perioada sa de maximă expansiune, eparhia Mitropoliei Proilaviei era mare. Sub administrația și autoritatea sa se aflau toate regiunile supuse turcilor de pe țărmul stâng al Dunării: ocolul Brăilei, Basarabia sudică sau Bugeacul tătărăsc, în care intrau Renii (sau Tomarova) Ismailul, Leova, Cetatea Albă, Tighina (sau Benderul), Căușanii cu toate satele din împrejurimi, malurile drept și stâng ale Nistrului cu regiunea dintre Nistru și Bug (care pe atunci se numea „Ucraina Hanului” sau Edisan) până ce se pierdea în stepele Ucrainei, și după 1757 ținutul Hotinului. Întinderea Proilaviei poate fi asemănată numai cu întinderea eparhiilor rusești din secolul al XVII-lea, care aveau de la 14.000 - 20.000 verste.:p. 144
Acesta era și motivul pentru care unii ierarhi ai Proilaviei se intitulau Mitropoliți ai Proilaviei, Tomarovei (Renilor), Hotinului, al întregului țărm al Dunării, al Nistrului și al întregii Ucraine a Hanului.:p. 51
Rușii au ocupat în patru rânduri Principatele Române, în timpul fiecărei ocupații având grijă ca Mitropolia Proilaviei să mai piardă din teritoriile aflate sub jurisdicție canonică, o desființare lentă desăvârșită practic prin dispozițiile Tratatului de la Adrianopol din 1828,:p. 51 chiar dacă ea a fost desființata în mod formal abia în ianuarie 1840.:p. 285

## Statutul juridico-religios al creștinilor din Mitropolia Proilaviei
Pentru înțelegerea specificului acestei mitropolii este necesară cunoașterea cadrului juridic și religios în care a trebuit să-și desfășoare activitatea, unul total diferit de cel care funcționa pe teritoriul celorlalte țări românești.
Populația din Imperiul Otoman era organizată după criteriul apartenenței la o anumită comunitate confesională, denumită Millet. Cuvântul își are originea în cuvântul arab millah (ملة), care are un sens apropiat de cel de „națiune”.
Toți creștinii ortodocși supuși ai Imperiului Otoman erau încadrați, indiferent de etnie, în Millet-ul Rûm, numit astfel după numele dat de turci grecilor. Această clasificare juridico-religioasă se aplica și locuitorilor din teritoriile transformate în raiale turcești aflate în jurisdicția Mitropoliei Proilaviei, care, fiind încadrați în Miletul Rûm, aveau statutul social de „Dhimmi”.
„Dhimmi-ul (...) este un cetățean de mâna a doua. Dacă e tolerat, e pentru rațiuni de ordin spiritual, căci se păstrează speranța de a-l converti, și pentru rațiuni materiale, căci lui i se impun aproape totalitatea sarcinilor fiscale. I se lasă un loc în cetate, dar nu fără a-i reaminti mereu starea sa de inferioritate (…). Dhimmi-ul nu e în nici un fel egalul musulmanului. El este apăsat de inegalitate socială și constituie o castă disprețuită; de inegalitate privind drepturile individuale; de inegalitate la plata impozitelor; de inegalitate în fața justiției, pentru că mărturia sa nu este admisă de tribunalele musulmane și pentru că, în cazul egalității de delict, el nu beneficiază de egalitate de pedeapsă”.
Statutul „Dhimmi-ilor” era sintetizat în „Legamântul lui Omar”, un text canonic islamic din secolul al VIII-lea, atribuit califului Omar al II-lea.
În evul mediu milet-i Rum s-a transformat într-un adevărat „stat în stat”, permițând Marii Biserici, aflată în condiții de „captivitate”, să se ridice la o putere mai mare decât chiar în epoca bizantină.:p. 181
Dar asemenea conducere a comunității greco-ortodoxe ne-ar da o falsă imagine despre statutul supușilor nemusulmani din statul otoman, dacă n-am trece de această fațadă înșelătoare. Adevărul este că de avantajele acestei autonomii, care convenea Porții din rațiuni fiscale și administrative, se bucurau înalții prelați - patriarhi, mitropoliți, episcopi - care erau scutiți de impozitile și dările către stat (djizya, aváriz, etc) și își scoteau cheltuielile pentru obținerea beratului de numire și pentru plata peșcheșului anual către visteria otomană pe seama clerului inferior și, mai ales, a enoriașilor de rând.:p. 181
Aplicarea acestor prevederi a modelat definitoriu toate aspectele funcționării unei mitropolii ortodoxe în această zonă geografică, cum ar fi: 
- biserici puține, de mici dimensiuni, simple și nespectaculoase, situate la periferia sau în afara localităților;
- eparhii sărace, lipsite de surse proprii și constante de venituri proprii, dependente pentru a-și asigura supraviețuirea și continuitatea de mila și bunăvoința domnilor și boierilor din Țara Românească, Moldova sau Rusia;

„O țarule, pașnic și liniștit, fiindcă în întreg universul, se proslăvește că cine va alerga la milostivirea voastră și grațioasei bunăvoinți a împărăției voastre, nu se va întoarce necăpătând ajutor de la marea voastră milostivire, pentru aceia și Prea Sfințitul Mitropolit al Brăilei, fratele nostru și conliturghisitorul smereniei noastre, Meletie, care nu are unde să alerge, afară de milostivirea împărăției voastre, ne rugăm și noi, ca să-i dați ajutor, cât Dumnezeu cel din cer vă va îndrepta, fiindcă el este fiul cel mai iubit al Smereniei noastre. De la iubirea voastră de oameni să primească acest sărman arhiereu mângâierea pentru datoriile sale și să scape de răutatea Agarenilor.:p. 6”—Partenie al II-lea, Patriarh Ecumenic ,  Gramată către țarul Rusiei, 1644
- funcționarea Mitropoliei, pentru lungi perioade de timp, doar nominală, unii dintre ierarhii numiți în acest scaun nevenind niciodată în eparhie, ci rămânând la Constantinopol;
- o poziție de inferioritate socială a enoriașilor, clerului și chiar a înaltei ierarhii bisericești (inclusiv episcopii și mitropoliții) față de reprezentanții musulmani ai statului otoman.

„Trebuie menționat că aceste aspecte s-au menținut până târziu în timp, spre exemplu la 1837, cu prilejul vizitei sultanului Mahmud al II-lea în Rumelia, în timp ce musulmanii îl întâmpinau pe acesta stând drepți și cu mâinile pe abdomen, „raialele” nemusulmane, chiar episcopii și alți prelați, trebuiau să stea culcați și cu capetele în pământ, neavând dreptul să privească la „fața luminoasă” a sultanului.”—Mihai Maxim ,  Documente turcești privind Țările Române și Înalta Poartă

## Istoric

### Până la 1594

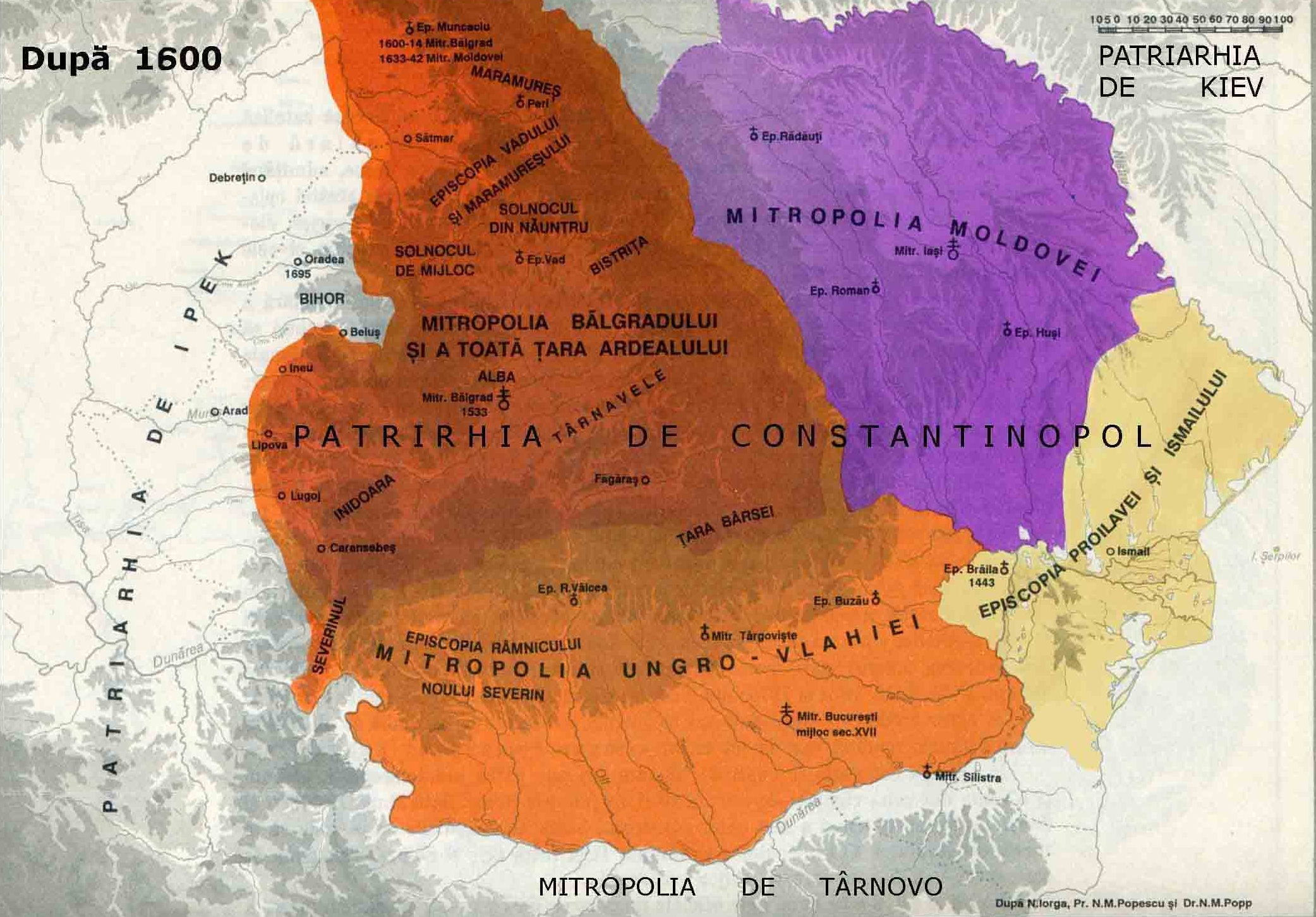
Mitropolia Proilaviei după anul 1600

Așa cum e precizat în introducere, nu este cunoscută data exactă a înființării Mitropoliei Proilaviei; este clar însă că ea a apărut în contextul unuia din momentele de maximă expansiune ale Imperiului Otoman, sub conducerea lui Suleiman Magnificul și a urmașilor săi. Pentru a-și asigura controlul gurilor Dunării și a accesului neîngrădit spre Hanatul Crimeii și Regatul Poloniei, Imperiul Otoman anexează Bugeacul (1538) și transformă teritoriile din jurul orașelor Tighina (1538) și Brăila (1540) în raiale. 
„… a despărțit și o parte din teritoriul acesteia (Moldovei) și a anexat-o, punând străji, apoi a construit o cetate foarte puternică (Chilia). A stăpânit până astăzi o bună parte din Moldova, iar din Țara Românească a luat Proilavia: a anexat-o, a așezat în ea cadiu și emir și a colonizat-o cu turci.”—Ecthesis Chronica, Cronica anonimă bizantină
Aceste acțiuni au făcut ca populația ortodoxă din regiunile ocupate să-și schimbe statutul juridico-religios, fiind inclusă în milet-ul Rum și intrând automat atât sub incidența sistemului juridic Otoman cât și sub jurisdicția canonică a Patriarhiei Ecumenice.
În condițiile de stabilitate, prosperitate și toleranță din epoca lui Suleiman Magnificul, Patriarhia de la Constantinopol a trecut, probabil între 1540-1550, la o reorganizare a eparhiilor din această regiune, care erau greu de condus de către Mitropolia Dristrei (Silistra), aflată la mare depărtare de ele. În acest context, s-a decis înființarea Mitropoliei Proilaviei. Prima atestare certă a mitropoliei datează de la 1580, când printre membrii Sinodului patriarhal din Constantinopol apare și „smeritul mitropolit al Proilavului, Gavriil“.
Într-un act sinodal al Patriarhiei de Constantinopol, din mai 1590, prin care se înființează Patriarhia Rusiei, se găsesc iscăliturile a 108 ierarhi, între care și „Nectarie fost al Proilaviei” și „Antim al Proilaviei.”:p. 256

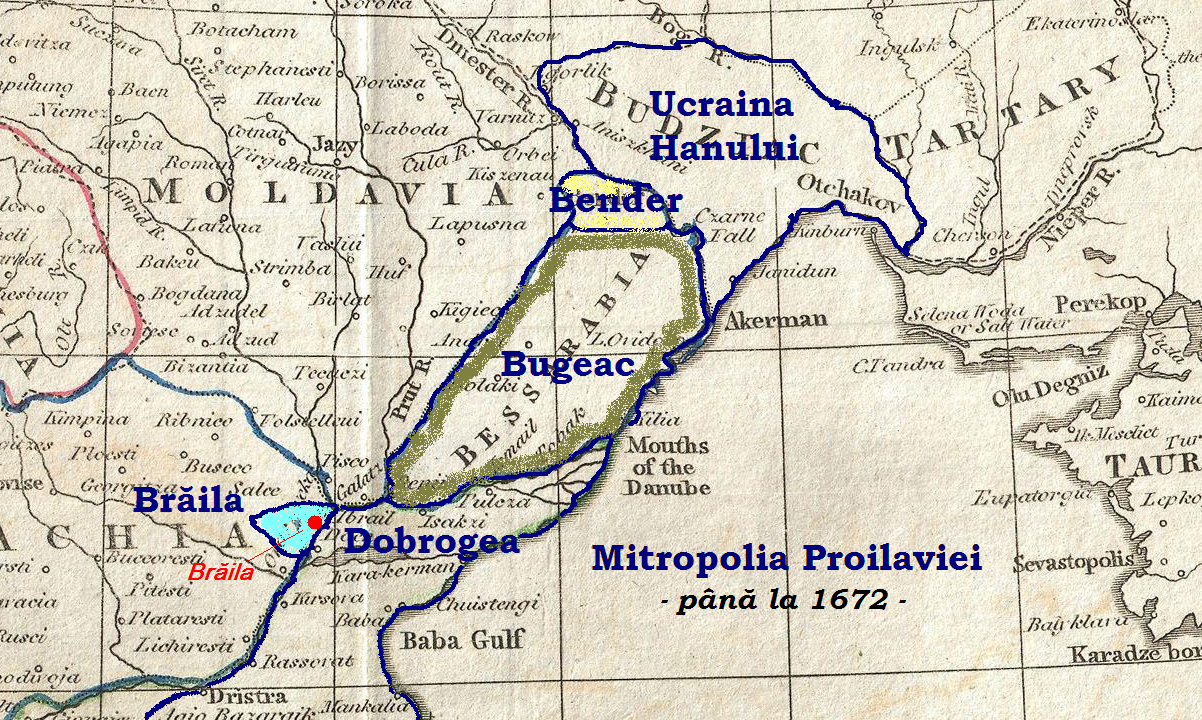
Jurisdicţia Mitropoliei Proilaviei - până la 1672

Istoricul Demostene Russo conchidea că „mitropolia exista si înainte de 1590 și probabil Nectarie n-a fost primul mitropolit al acestei eparhii”.:p. 247
Nici despre sediul mitropoliei din această perioadă nu există mărturii directe. Probabil că în primii ani după înființarea acestei structuri bisericești, mitropolitul Proilaviei și-a condus eparhia din Constantinopol, urmând ca începând cu o dată necunoscută, probabil în jurul anului 1580, de când încep să fie menționați și primii mitropoliți, să își mute sediul la Brăila, unde este construită și prima biserică, „Mitropolia Mică”. Biserica mitropoliei avea să fie arsă în anul 1601 - împreună cu Mănăstirea „Sfântul Nicolae”, tot din Brăila, ctitorită la 1595 de Mihai Viteazul - la reinstaurarea ocupației turcești, după cum reiese din gramata pe care delegația credincioșilor eparhiei, condusă de mitropolitul Meletie al Proilavului și arhimandritul Ioanichie, o prezentau țarului Rusiei Mihail Teodorovici, la 28 martie 1645, la Moscova.
„Să fie știut Sfinției Voastre împărații, că aici, în Brăila, în vremea voievodului Mihai, au ars biserica Sf. Nicolae și mitropolia cea mică, care am avut pentru credința neamului creștinesc.:p. 290”— Gramata credincioșilor eparhiei „Sfântul Nicolae”, Brăila,  Moscova, 1645
Din documentul de mai sus reiese cu certitudine că Mitropolia exista la Brăila în 1595, apelativul de „mică” atribuit de brăileni putând fi interpretat atât ca indicând faptul că biserica era mai mică decât cea construită de Mihai Viteazul, care avea și turle, cât și faptul că fusese construită destul de recent la acea dată și nu fusese timp pentru dezvoltarea unui proiect mai mare.

### De la 1594 la 1639
Perioada de la sfârșitul secolului al XVI-lea și începutul secolului al XVII-lea a fost una de mari tulburări. Astfel, între 1593-1606 se desfășoară Războiul cel Lung, între Imperiul Otoman și Imperiul Habsburgic, în care sunt implicate și cele trei țări române. 
Țaratul Rusiei trece între 1603-1613 prin Timpurile tulburi („Смутное время”) de după stingerea dinastiei Rurik, când foametea și raidurile tătarilor nogai duc la pieirea a peste două milioane de oameni.
Nici teritoriile Mitropoliei Proilaviei nu au fost cruțate de aceste evenimente. În 1606, nogaii din neamul Mansur, în frunte cu mârzacul Cantemir Bey au invadat și prădat Bugeacul, pe care îl vor stăpâni până în 1536 când vor fi înfrânți și supuși de Hanatul Crimeii.
În anul 1621 orașul Reni și teritoriul adiacent este dezlipit de Moldova și adăugat raialei Bugeacului, urmând ca din acest moment să intre și el sub jurisdicția Mitropoliei Proilaviei.
„În anul de la zidirea lumii 7130 (1621) au venit soltanu Osmanu la Hotin. (…) Și de atuncea sunt luate Renii cu câteva sate de sultan Osmanu, sat de țară pe Dunăre, ascultătoriu către ocolul Galaților și sintu date de împărăție către Smil (Ismail)”—Miron Costin, Letopisețul Țării Moldovei
În sfârșit, Mihai Viteazul cucerește în 1594 orașul Brăila, care va reintra în componența Țării Românești până la moartea sa, în anul 1601. Acest fapt a însemnat practic desființarea temporară a Mitropoliei Proilaviei, creștinii ortodocși de aici fiind trecuți din nou sub ascultarea canonică a Episcopiei Buzăului. Mihai Viteazul înființează și o nouă biserică, cu hramul Sfântul Nicolae.
Mitropolia Proilaviei avea să rămână „în ruină” până în anul 1639.:p. 6

### De la 1639 la 1751

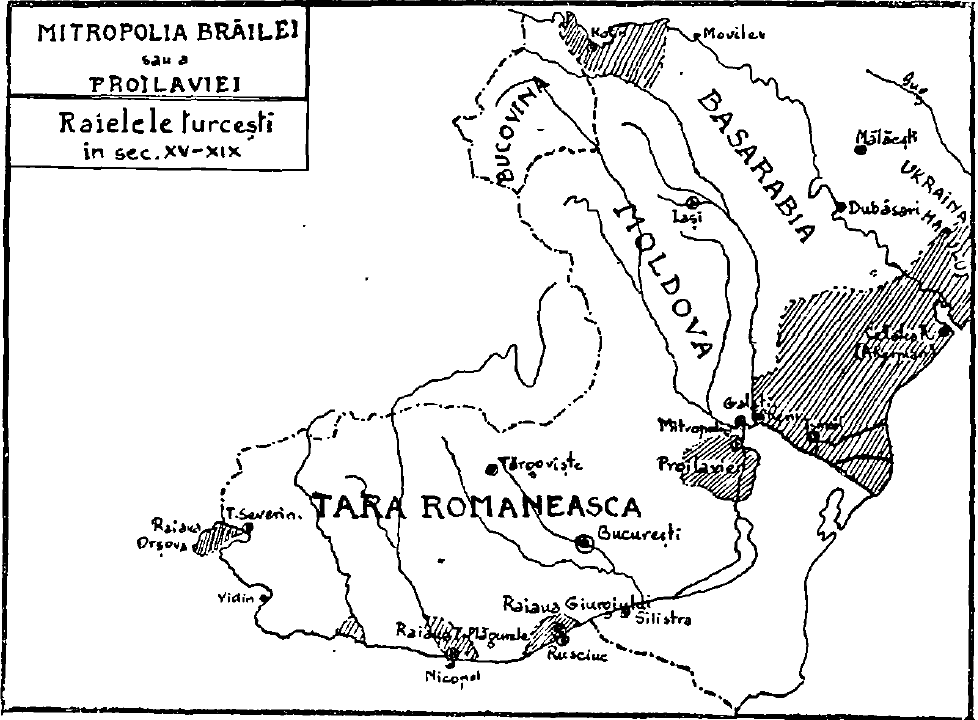
Jurisdicţia Mitropoliei Proilaviei

Printr-un tomos patriarhal din mai 1639, Chiril al II-lea Kontares, Patriarhul Constantinopolului, dispune să se reînființeze Mitropolia Proilaviei, „care din vremuri uitate căzuse în ruină”. Acest document reconfirmă faptul că Mitropolia Proilaviei existase încă din a doua jumătate a veacului al XVI-lea, de când Brăila căzuse în mâna turcilor, care au transformat-o în raia.:p. 6
La Brăila s-a construit în timp noua catedrală mitropolitană, în cartierul românesc din limita sudică a orașului, pe drumul Silistrei. Ea era situată chiar pe malul abrupt al Dunării și avea hramul Sfinților Arhangheli Mihail și Gavril. Biserica a existat până în 1846, când „parte pentru vechime, parte pentru amenințare de surparea malului, fu părăsită și mai târziu dărâmată.”:p. 159

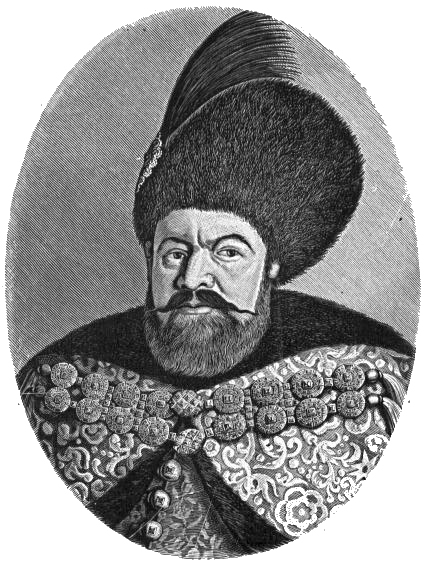
Vasile Lupu

Reînființarea Mitropoliei s-a făcut ca urmare a insistențelor domnitorului moldovean Vasile Lupu, care prin faptul că răscumpărase datoriile Patriarhiei Ecumenice, devenise noul „basileu oriental”, fiind practic cel care numea și depunea din scaun patriarhii ecumenici, pe perioada cât a domnit.:p. 319
„Între rezultatele politicii de prietenie cu patriarhia a fost restaurată Mitropolia Proilaviei care decăzuse în timpul revoltei lui Cantemir-Mârza. După potolirea acestei revolte prin moartea silnică a lui Cantemir Bey și prin izgonirea tătarilor cantemiriști (nohai) din Bugeac, Vasile Vodă se gândi la reînființarea acestei mitropolii. În scopul acesta el se adresă patriarhului Chiril al II-lea și obținu de la el tomosul de înființare din mai 1639. ”— Ion I. Nistor ,  Istoria românilor
Vasile Lupu a dorit înființarea acestei mitropolii pentru a o oferi ca răsplată unui apropiat al său,:p. 488 învățatul cleric grec Meletie Syrigul (Μελέτιος Συρίγος),  „care e părintele meu duhovnicesc.”  
Ca mitropolit al Proilaviei, Meletie va traduce în limba greacă Mărturisirea Ortodoxă a mitropolitului Kievului, Petru Movilă, aprobată de Sinodul de la Iași din 1642 ca răspuns la „mărturisirea calvinească” din 1629 a patriarhului ecumenic Chiril Lukaris.:p. 482
Nicolae Iorga arată că la 1641 mitropolia s-ar fi numit „a Brăilei și Ismailului”, având aproximativ aceeași jurisdicție ca înainte de 1594.
„Ismailul, unde veniseră boierii și clericii moldoveni la 1641 pentru a primi moaștele Sfintei Paraschiva, era cuprins în eparhia care se numea „a Brăilei și Ismailului”, împreună cu Renii, Chilia, Cetatea Albă, Benderul și poate chiar cetățile muntene ocupate de turci.:p. 320 ”— Nicolae Iorga , Istoria bisericii românești și a vieții religioase a românilor
Între anii 1639 - 1644 Mitropolia Proilaviei nu a avut un sediu propriu, Vasile Lupu încercând stabilirea unei noi reședințe mitropolitane la Ismail, care se afla pe teritoriul istoric al Moldovei, în locul Brăilei aflate pe teritoriul istoric al Țării Românești. De aceea, fratele domnitorului restaurează Biserica „Sfântul Nicolae”, construită aici de domnitorul Petru Rareș, și care este imediat ridicată de Patriarhul Ecumenic la rangul de stavropighie patriarhală.:p. 482
Mitropolitul Meletie va sta o vreme și la Galați, pentru ca în 1644-1645 să plece în audiență la țarul Rusiei pentru a solicita ajutor pentru construirea unei noi catedrale mitropolitane la Brăila.:p. 290
În 1649 Meletie (numit „Meletie Brailovschi”) era la curtea lui Matei Basarab, de la Târgoviște, probabil tot în căutare de ajutor pentru reînființata mitropolie. Aici participă la primirea de către acesta a patriarhului ecumenic Partenie al II-lea (Παρθένιος Β), aflat în trecere prin Țările Române, în drumul său de la Moscova la Ierusalim.
Cu sprijinul primit va începe, așa cum s-a arătat mai sus, construirea bisericii cu hramul Sfinților Arhangheli Mihail și Gavril, din Brăila.
Meletie a fost urmat în scaunul mitropolitan de la Brăila de mitropoliții Gherasim, Partenie I, Lavrentie, Nectarie, Calinic I, Grigorie, Ioanichie, Calinic II și Filotei.
Doi dintre acești mitropoliți au fost și Patriarhi Ecumenici: Partenie I-ul al Proilaviei a fost patriarhul Partenie al IV-lea (Παρθένιος Δ), mitropolitul Gherasim fost patriarhul Gherasim al II-lea (Γεράσιμος Β), iar mitropolitul Calinic al II-lea al Proilaviei a păstorit sub numele de patriarh de Calinic al IV-lea (Καλλίνικος Δ).
Partenie I a păstorit Mitropolia Proilaviei între 1667, când a fost depus din scaunul patriarhal de la Constantinopol, până în 1671 când este instaurat din nou ca Patriarh Ecumenic.:p. 127
Calinic al II-lea a fost mitropolit al Proilaviei între 1743-1748, devenind Patriarh Ecumenic în 1757:p. 579

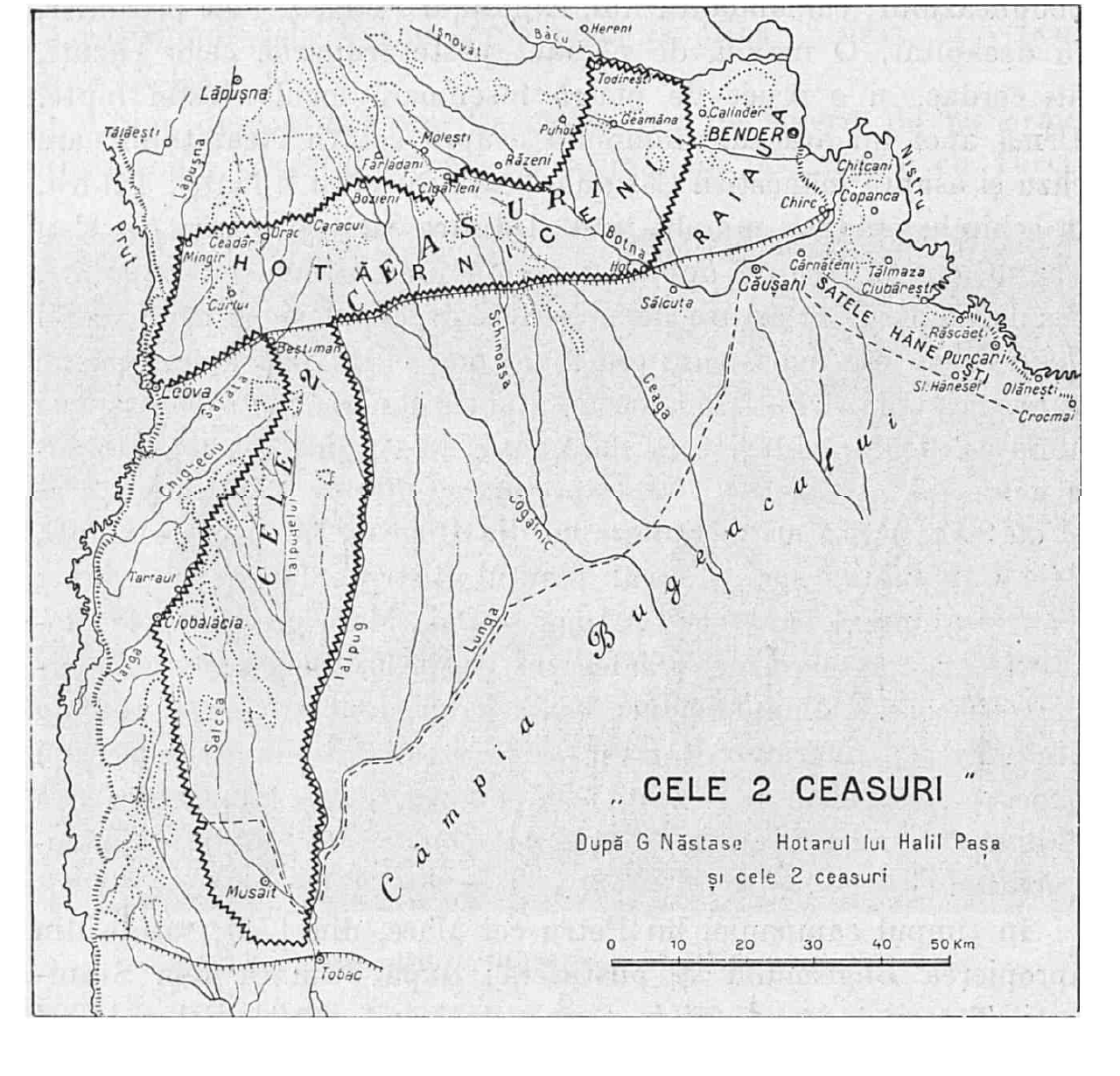
„Hotarul lui Halil Paşa” și evoluțiile teritoriale în zona Bugeacului

Jurisdicția Mitropoliei Proilaviei a suferit modificări majore în această perioadă.
Primele au fost doar unele ajustări, cum a fi cele cauzate de stabilirea la 1666 a liniei de hotar dintre Moldova și hanatul tătarilor nogai din Bugeac, „Hotarul lui Halil Pașa”.:p. 338
Astfel, în anul 1715, este menționată o dispută între mitropolitul Ioanichie al Proilaviei și episcopul Iorest al Hușilor, referitoare la delimitarea hotarelor eparhiilor lor. Problema o constituia târgul Dubăsari și alte două sate (Sultan Câșlași și Musaip Câșlași), de la hotarul Moldovei cu Bugeacul.
Mitropolitul Ioanichie, venind la Iași, prezintă situația spre rezolvare domnitorului Nicolae Mavrocordat care supune problema judecății Divanului Domnesc, prezidat de patriarhul Samuil de Alexandria, prezent la acea vreme în Moldova.
Divanul ia o hotărâre spre împăcarea ambilor ierarhi, astfel: târgul Dubăsari, fund stăpânit de turci, să fie păstrat de mitropolitul Ioanichie, iar cele doua sate de pe granița să fie ale episcopului de Huși.
Ioachim - mitropolitul Proilaviei - și Iorest - episcopul de Huși - și-au dat în scris - unul altuia - ca primesc hotărârea Divanului.:pp 188-191
Conflictul nu se stinge definitiv. Reizbucnește în anul 1745, între mitropolitul Calinic II al Proilaviei și episcopul Ierotei al Hușilor, încheindu-se prin re-acceptarea reciprocă a arbitrajului din 1715.:p. 190
O modificare majoră a fost reprezentată de intrarea în jurisdicția mitropoliei a Ucrainei Hanului, ținutul dintre Nistru și Bug, căzut în stăpânirea turcilor după pacea de la Buceaci (ucraineană Бучач; poloneză Buczacz, turcă Bucaș) din 1672. Teritoriul se va numi, mai târziu, „ținutul Oceacovului” și se întindea între Nistru, Bug și Marea Neagră.
Cel mai însemnat punct al ținutului era orașul Dubăsari, unde își avea reședința hatmanul. Dar, dincolo de importanța sa politică și administrativă, târgul era și un important centru bisericesc.
Ucraina Hanului a stat sub ocupație musulmană până în anul 1791, când Rusia își mută granița la Nistru și anexează acest ținut. În această perioadă, cam de 120 de ani de stăpânire turcească, Ucraina Hanului a fost condusă bisericește de mitropolia Proilaviei (Brăilei), cu mici excepții, când această conducere a fost exercitată de episcopia Hușilor”.

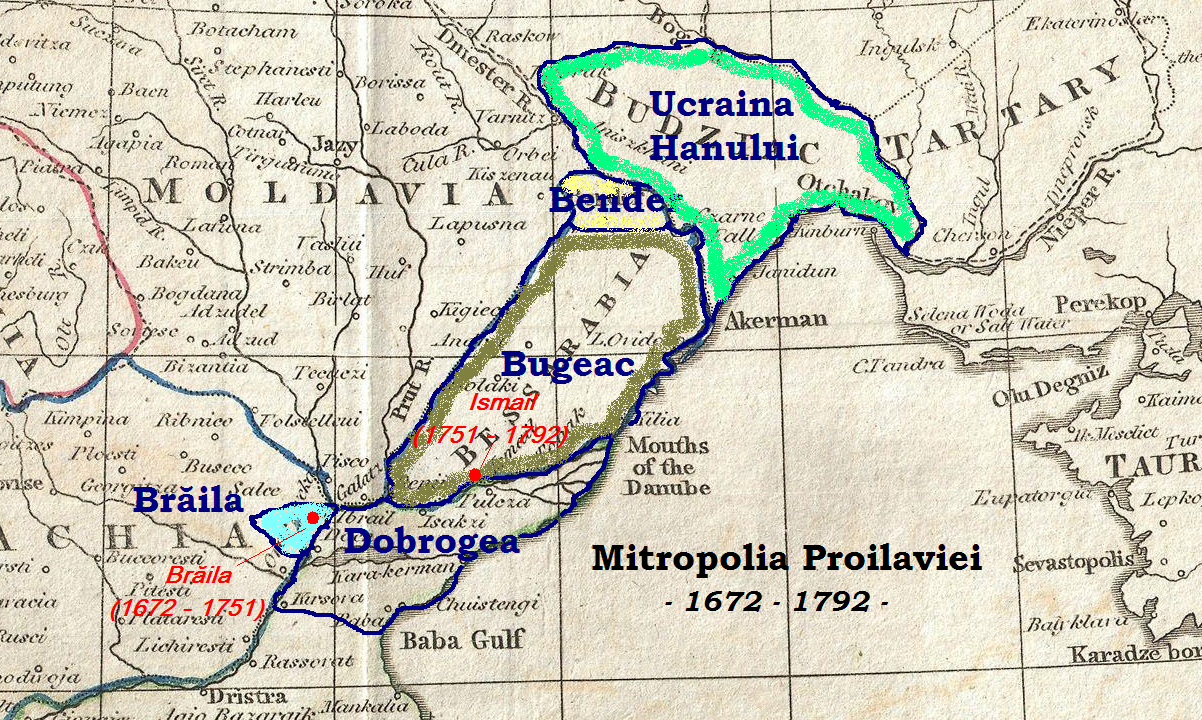
Jurisdicţia Mitropoliei Proilaviei - 1672 - 1792

Cât privește populația „Ucrainei Hanului”, ea era compusă, în marea sa majoritate, din moldoveni. Cercetătorul rus V. M. Șișmariov vorbește despre existența aici, către anul 1792, a trei sute șaisprezece parohii moldovenești, iar V. M. Kabuzan estima ponderea moldovenilor în numărul total al populației la circa 49% (deși, tot el recunoaște că aceste date nu sunt tocmai exacte și procentul moldovenilor putea fi și mai mare).
În urma luptei de la Stănilești (1711) dintre ruși, moldoveni și turci, turcii ocupă străvechea cetate moldovenească Hotin. În anul următor, ei cuceresc câteva sate din ținuturile Soroca și Iași, iar în 1715, o porțiune din ținutul Cernăuți. Toate aceste teritorii s-au constituit, în 1715, în raiaua Hotinului.
În jurul anului 1750, Filotei, Mitropolitul Proilaviei (1748-1750), cere un firman de la Sultan, care prevedea anexarea raialei Hotinului la eparhia sa. Acest fapt a nemulțumit pe boierii și ierarhii Moldovei, care intervin pe lângă domnitorul Constantin Racoviță (1749-1753) și îl roagă să ceară sultanului alt firman, prin care Hotinul să rămână alipit mitropoliei Moldovei, "precum a fost din timpurile vechi". 
Domnitorul reușește să obțină acest firman și "mitropolitul Proilavului, care încă petrecea pe acolo (Filotei era în Moldova să încaseze sumele canonice de la creștini) aflând faptul, a anatemizat în biserică pe cei care au pricinuit acest lucru."
Totuși, din anul 1753 și până în 1767, mitropolitul Filotei semnează ca "fost al Proilavului "multe acte patriarhale. Bazându-se pe acest lucru, prof. dr. Mircea Păcurariu crede că "nu este vorba de o caterisire, ci numai de înlăturarea sa din scaun".
Episcopia Hotinului, sufragană (supusă) Mitropoliei Proilaviei, avea totuși să fie înființată în a doua jumătate a secolului XVIII, dar a avut o existență efemeră (aproximativ 50 de ani). Cel mai important chiriarh al episcopiei Hotinului a fost cărturarul Amfilohie Hotiniul.
La sfârșitul acestei perioade, Mitropolia Proilaviei va avea cea mai întinsă jurisdicție din toată istoria sa.

### De la 1751 la 1788
Cea mai importantă modificare în viața Mitropoliei Proilaviei din această perioadă este constituită de mutarea sediului mitropoliei de la Brăila la Ismail, noua catedrală mitroplitană devenind biserica „Sfânta Parascheva” din Ismail. Un număr de trei mitropoliți vor păstori eparhia în această perioadă:  Daniil (1751-1773), Ioachim (1773-1780) și Chiril (1781-1789). Această schimbare a fost determinată de dorința unei apropieri mai mari de Imperiul Rus, noua putere protectoare a creștinilor din Imperiul Otoman.
După depunerea din scaun a mitropolitului Filotei, în anul 1751, în poziția de mitropolit al Proilaviei este numit mitropolitul Daniil, fost mitropolit de Side, eparhie desființată la mijlocul secolului XVIII, prin contopire cu mitropolia Monemvasiei.
Daniil a fost un mitropolit învățat, cel mai probabil român de neam, fapt dovedit atât de cele trei gramate de hirotonire păstrate în arhiva Consistoriului din Odesa, care menționează că sunt traduse din limba română, cât și din pisania bisericii „Adormirea Maicii Domnului” din Căușeni, ctitoria sa, scrisă de asemenea în limba română.
Daniil a întreprins o amplă activitate de reorganizare a eparhiei, înființând noi subdiviziuni administrativ-canonice, pentru a gestionare mai ușoară a teritoriului foarte întins al acesteia. 
Astfel în Ucraina Hanului (Edisanul sau ținutul Oceacovului) sunt înființate două protoierii cu sediul la Dubăsari și respectiv Mălăiești, având în frunte câte un protopop.
Protoieria Dubăsarilor se întindea de la orașul Dubăsari în sus pe Nistru, spre hotarele poloneze, adică pe malul stâng al Nistrului până la râulețul Mokrâi Iagorlâk, apoi pe lângă acest râuleț până la Balta, și în sfârșit, pe râul Codâma până la Ovidiopol, unde Bugul se unește cu Siniuha.
Protoieria Mălăieștilor era situată mai jos de Dubăsari și păstorea teritoriul dintre Nistru și Bug până la Marea Neagră.
A treia protoierie era la Brăila și păstorea credincioșii din raiaua Brăilei.
Pentru raiaua Hotinului și Podolia s-a înființat Episcopia Hotinului, subordonată Mitropoliei Proilaviei.
În sfârșit, teritoriul Bugeacului, Benderului, (Tighina), Tomarovului (Reni), „satelor hănești” și a „celor două ceasuri” erau gestionate direct de mitropolitul Proilav.
Protopopul avea trei îndatoriri principale (conform propunerii mitropolitului Ioachim de la 16 iunie 1776):
- să înscăuneze pe cei hirotoniți în parohii;  „Pe acest preot venit, hirotonit de noi, îl trimitem la Sfinția ta, să-l înscăunezi, fiindcă lui i s-a dat de la noi această parohie”.
- să învețe pe cei noi hirotoniți orânduielile bisericești  „să-l înveți pe el orânduielile slujbelor bisericești, precum și Sfinția ta ai fost învățat de alți preoți bătrâni”.
- să ia măsuri în privința celor noi hirotoniți, ca ei să nu fie asupriți  „ca nimeni să nu-i facă lui nici o obijduire până la venirea noastră”.

Din toate acestea rezultă că protopopiatul a fost o instituție administrativă, iar protopopul o persoană executivă.
Această organizare este reflectată și în denumirile pe care și le atribuie mitropoliții Proilavi, în gramatele emise în această perioadă. Astfel Daniil se intitulează la 1769 „Mitropolitul Proilaviei, al Tomarovei, al Hotinului, al tuturor marginilor Dunării și ale Nistrului și al întregii Ucraine a hanului”. Tot el, la 1772 se numește „Cu mila lui Dumnezeu mitropolitul Proilaviei, al Tomarovei, al întregului mal al Dunării și al toatei Basarabii și al Ucrainei”. La rândul său mitropolitul Ioachim se intitula, la 1777, „Ioachim, cu Mila lui Dumnezeu mitropolit Proilav, Tomarov, Hotinean și a toată stăpânirea Ucrainei”.
Mitropoliții din această perioadă desfășoară o intensă activitate de ctitorire de noi biserici în cuprinsul Mitropoliei. 
Daniil ctitorește la 1765 (1763) biserica cu hramul „Adormirea Maicii Domnului” din Căușeni, centru administrativ al Hanatului Tătăresc din Bugeac la acea vreme. Tot pe timpul păstoririi sale s-au construit și s-au sfințit alte șase biserici, și anume: în 1761, biserica cu hramul Adormirea Maicii Domnului din satul Molovata, în 1768 biserica cu hramul Sfinților Arhangheli Mihail și Gavril din satul Doroțcol, în 1771, biserica din satul Mahala ; în 1772, biserica din satul Cuceri, iar în 1773, biserica din satul Delicova. În 1769 Daniil hirotonisește un preot pentru biserica Acoperământul Prea Sfintei Născătoare de Dumnezeuzeu din satul Sechireani.:p. 103

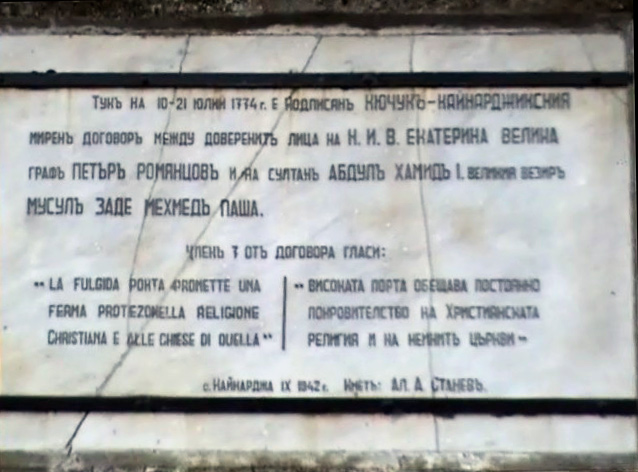
Aici, la 10–21 iulie 1774 a fost semnat Tratatul de la Kuciuc-Kainargi între reprezentantul Ecaterinei cea Mare, contele Piotr Rumianţev, şi reprezentantul sultanului Abdul Hamid I, Marele Vizir Musul Zade Mehmed Pasha. Clauza 7 a tratatului arăta că: „Sublima Poartă promite protecţie permanentă religiei creştine și bisericilor sale”.

Între anii 1768-1774, are loc un nou război ruso-turc, fapt care face ca între 1769-1774 toate teritoriile din jurisdicția Mitropoliei Proilaviei, împreună cu Moldova și Țara Românească, să se afle sub ocupația și administrația Imperiului Rus. Orașul Ismail, cu sediul Mitropoliei, este asediat și cucerit la 16 august 1770 de trupele rusești conduse de mareșalul Piotr Rumianțev. Soarta mitropolitului Daniil este una incertă, mitropolia încetând practic să existe.
În acest context, Mitropolitul Moldovei, Gavriil Calimachi, adresează în 1771 o gramată Feldmareșalului rus, Petru Alexandrovici Rumianțev, cerând desființarea efectivă a Mitropoliei Proilaviei, mai ales că îl considera pe mitropolitul Daniil ca fiind mort în acel moment.
„Rămânând fără păstor bisericesc prevoslavnicul norod ce locuește într-această eparhie, precum ne-am încredințat, socotim de a noastră datorie de a însărcina cu conducerea acestei eparhii pe Inochentie, Episcopul Hușilor, ca cel ce este aproape de acele părți de loc.:p. 315”—Mitropolitul Gavriil Calimachi, Gramată către Feldmareșalul Piotr Rumianțev
Mitropolitul Gavriil Callimachi propunea și o repartizare a teritoriilor Mitropoliei Proilaviei la eparhiile Moldovei, și anume: Hotinul la Episcopia Rădăuților, iar celelalte teritorii din stânga Prutului (Bugeacul și Benderul), la Episcopia Hușilor. 
În același timp, mitropolitul Grigorie al Ungrovlahiei propunea contelui Rumianțev ca parohiile din raiaua Brăila să fie trecute la Episcopia Buzăului.
Rumianțev răspunde celor doi mitropoliți abia în 1773, aprobând cu titlu provizoriu cele propuse.
„După socotința înștiințării Prea Sfinției tale și prea Sfințitului Mitropolit al Ungro-Vlahiei, pentru eparhia Brăilei și eu socotesc că se va face hotărâre de la marea stăpânire, povățuirea cea duhovnicească a celor ținuturi, a Ismailului, a Renilor, a Chiliei, a Benderului, s-au fost date Episcopului de Huși; iar ținutul Brăilei, Episcopului de Buzău.
Deci, pentru împlinirea acestora, Prea Sfinția ta binevoiește a scrie celui mal mare povățuitor a eparhiei aceia, după hotărârea bisericească și politicească.:p. 315 ”—Feldmareșal Piotr Rumianțev, Scrisoare către mitropolitul Gavriil Calimachi
Hotărârea nu apucă să fie pusă în practică, deoarece războiul se încheie cu Pacea de la Kuciuc-Kainargi, din 10 Aprilie 1774, rușii au părăsit teritoriile ocupate, iar turcii și-au reinstalat controlu în raiale. În această conjunctură și-a reluat existența și Mitropolia Proilaviei, sub conducerea noului mitropolit Ioachim, care i-a urmat lui Daniil, mort în 1773.
„Anul 1774. În acestu anu, la 10 Iuniu încheindu-se la Cuciuc-Cainargi pacea între Ruși și Turci, după retragerea Rușilor, Turcii iarăși au ocupatu ținuturile dunărene și besarabiene, pe unde erau cetăți; iară prin aceasta s-a reinființatu earăși Eparchia Proilaviei.:p. 326 ”—Episcop Melchisedec Ștefănescu, Chronica Hușilor și a Episcopiei cu asiminea numire
Tratatul de la Kuciuc-Kainargi aduce mai multă libertate religioasă pentru creștinii din Imperiul Otoman, libertate care avea acum și un garant oficial, Imperiul Rus.
În acest context, mitropolitul Ioachim se remarcă printr-o intensă activitate canonică și misionară. În 1775, el face o hirotonie de preot în biserica Sfântul Nicolae din Balta. Un an mai târziu, săvârșește o slujbă în parohia Sfântul Ilie. Tot în 1776 hirotonisește, la Ismail, pe preotul Gherasim (Tesovschi) din Ucraina și îl trimite în parohia moldovenească Păsățele, cu hramul Sfinților Arhangheli Mihail și Gavriil. În anul 1777, mitropolitul face o hirotonie în Valea Hoțului și, doi ani mai tîrziu, face alte trei hirotonii în parohiile Molovata și Mahala.
În 1780 vizitează Ucraina Hanului, face o slujbă în biserica din Molovata și hirotonisește acolo pe preotul Ștefan Veselovschi.:pp 318-319

### De la 1788 la 1829
Tratatul de la Kuciug-Kainargi nu a reușit să soluționeze toate problemele litigioase dintre cele două imperii. Astfel la 10 martie 1779, la insistențele guvernului rusesc, a fost încheiată între Imperiul Rus și Imperiul Otoman Convenția explicativă de la Constantinopol, așa numita Convenție de la Ainalî-Kavak (turcește: Aynalıkavak tenkihnamesi) care prevedea, printre altele, restituirea către principatele românești a teritoriilor ocupate de turci și incluse în raiale (Brăila, Tighina și Hotinul), aflate sub jurisdicția Mitropoliei Proilaviei.

Teritoriile ocupate de Rusia în urma războiului din 1787-1792

Imperiul Otoman s-a eschivat de la punerea în practică a acestor prevederi, fapt care avea să devină pretextul pentru declanșarea unui nou război ruso-otoman, care se va desfășura între 1787-1892.
Imperiul Rus ocupă Ucraina, Crimeea și Principatele Române. Țara Românească și Moldova sunt puse de către țarina Ecaterina a II-a, între anii 1788-1792, sub guvernarea unică a prințului Grigori Potemkin.
Ocupația rusească avea să aibă și o componentă religioasă. În ciuda protestelor Patriarhiei Ecumenice, Ecaterina a II-a a decis scoaterea teritoriilor ocupate de sub jurisdicția patriarhiei de la Constantinopol și trecerea lor sub ascultarea canonică a Patriarhiei Ruse.
Astfel arhiepiscopul Novorosiei cu sediul în acel moment la Poltava, Amvrosie (Ambrozie) Serebrenikov, primește în păstorire aceste teritorii. Pentru Bugeac și Ucraina Hanului sinodul Bisericii Ruse hotărăște înființarea Episcopiei Tighinei și Cetății Albe (Episcopia Benderului și Akkermanului), la conducerea căreia este înscăunat în 1791 episcopul Gavriil Bănulescu–Bodoni, originar din Bistrița-Năsăud, care devenea totodată și arhiereu vicar al Poltavei.:p. 161. Totodată, mitropoliții Țării Românești și Moldovei sunt depuși din scaun, Amvrosie de Poltava fiind numit și exarh al principatelor, până la 1792, „când dânsul s-a înapoiat la Poltava”.

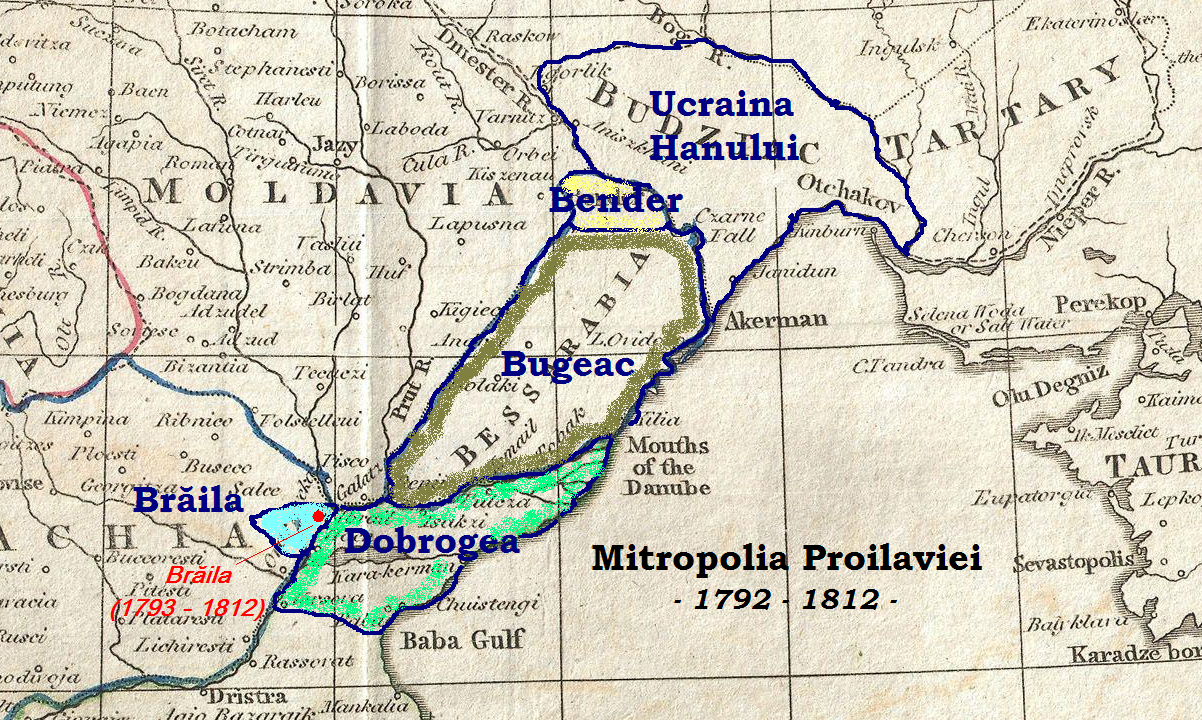
Jurisdicţia Mitropoliei Proilaviei - 1792 - 1812

Mitropolia Proilaviei era iarăși desființată. Încă de la 1789, nu se mai știe nimic despre mitropolitul Chiril. La 14 septembrie 1792 Iosif (Argutinski), arhiepiscopul Gaicanschiei scria mitropolitului Moscovei „Cea mai convingătoare rugăminte a preasfințitului Iuber, a mitropolitului Iona și a preasfințitului Hotinului Chiril, ca să li se dea lor vreo subsidie, (...) iară preasfințitulul Chiril trăiește în Dubăsari, ducând cele mai mari nevoi și cea mai de plâns sărăcie, neavând măcar de hrană. Dacă se va numi acestuia din urmă 500 de ruble în fiecare an pentru traiul lui, apoi aceasta destul de bine va înlătura nevoile lui.”
Războiul s-a încheiat cu Pacea de la Iași din 11 februarie 1792, când granița Imperiului țarist a ajuns la Nistru, la fruntariile răsăritene ale Moldovei. Tratatul de pace de la Iași a confirmat toate paragrafele păcii de la Kuciuk-Kainargi și a Convenției din Ainalî-Kavak.
Imperiul Rus a încercat să mențină teritoriile principatelor române sub jurisdicția Patriarhiei Ruse numindu-l după încheierea păcii pe episcopul Gavriil Bănulescu-Bodoni ca mitropolit al ambelor principate române. Acesta a fost însă imediat îndepărtat prin alegerea - rânduită în aprilie 1792, de către noul domnitor, Alexandru Constantin Moruzi, la insistențele Patriarhiei Ecumenice - a unui nou mitropolit al Moldovei, în persoana lui Iacob Stamati. Spre supărarea Petersburgului, Bodoni a fost trimis, sub afurisenie, la Constantinopol.
Mitropolia Proilaviei avea să fie și ea reînființată sub conducerea învățatului mitropolit Partenie al II-lea (1793-1810), dar teritoriul său era acum diminuat, prin pierderea Ucrainei Hanului și a Hotinului. Totodată reședința mitropoliei revine la Brăila, la Biserica Sfinților Arhangheli Mihail și Gavril, care, având în vedere că timp de aproape 50 de ani fusese doar o simplă biserică parohială, se afla într-o stare destul de precară. Pentru a compensa pierderile teritoriale suferite, Mitropolia primește sub păstorire teritoriul nordului Dobrogei, care aparținuse până atunci Mitropolie Dirstei.:pp 61-63
Mitropolia a funcționat în noile condiții până la izbucnire noului conflict ruso-otoman din perioada 1806-1812. În noiembrie-decembrie 1806 Moldova și Muntenia au fost ocupate din nou de armatele Imperiului Rus. La 15/27 decembrie 1806, țarul Alexandru I numește pe fostul domn al Țării Românești, Constantin Ipsilanti, în calitate de domn unit al Moldovei și Țării Românești. Singura decizie semnificativă a efemerei sale domnii a fost trecerea teritoriilor raialelor turcești sub jurisdicția divanului unificat al domnului. Prin acest act Mitropolia Proilaviei era practic din nou desființată, teritoriile sale intrând iarăși sub jurisdicția eparhiilor românești (Episcopia Hușilor și Episcopia Buzăului).
„Către cucernicul sachelarie Vasilie, și către toată tagma besericească, și la toți pravoslavnicii creștini lăcuitori din orașul și tot olatul Brăilei, arhipăstorească blagoslovenie.
Înștiințare să face, ca după cum în cnejia Moldavii, după luarea cetăților Hotinul și Benderul de către oștííle prea puternicului și blagocestivului nostru împărat Alexandra Pavlovici, s-au alăturat mai sus numitele cetăți cu olatele lor la adevăratele lor eparhii, de unde s-au fost dejghinate din vechime, asemenea urmează ca și olatul acestei cetăți a Brăilii să se lipească iarăși la eparhia Episcopiei Buzăului, ca unul ce al acestei eparhii au fost și mai înainte și s-au dejghinat după vremi, care această lipire a orașului cu acest olat al Brăilii de eparhia Episcopiei Buzăului, s-au urmat și în vremea trecută, când iarăș s-au fost luat Brăila supt stăpânirea prea puternicii împărății a Rosiei ....”—Mitropolit Gavriil Bănulescu Bodoni, Scrisoare către locuitorii Brăilei, 4 februarie 1810
Chiar din timpul conflictului, în speranța ocupării teritoriale a Principatelor Române, Moldova și Țara Românească, și a dominării lor prin Biserică, țarul Alexandru I a hotărât înființarea unui exarhat, subordonat Sinodului Patriarhiei Ortodoxe Ruse din Petersburg, care să cuprindă Mitropolia Moldovei și a Țării Românești, acestea fiind scoase, din nou, de sub jurisdicția tradițională a Patriarhiei Ecumenice. Veniamin Costachi, mitropolit al Moldovei din 1803 și locțiitor de domn, în 1806, a fost silit de ruși să se retragă, în același an, la Mănăstirea Neamț. În locul său, printr-un ucaz adresat de țar Sfântului Sinod al Bisericii Ruse din 27 martie 1806, ocupanții l-au numit pe omul lor de încredere, episcopul de Bender și Akkerman Gavriil Bănulescu-Bodoni, exarh al Moldovei, Valahiei și Basarabiei. Acesta a depus jurământul, în 1808, înaintea prințului Prozorovski. Lui Bodoni i s-a încredințat și întâietatea asupra Mitropoliei Ungrovlahiei, în baza căreia el l-a înlocuit pe mitropolitul Dositei Filitti cu un anume Ignatie.

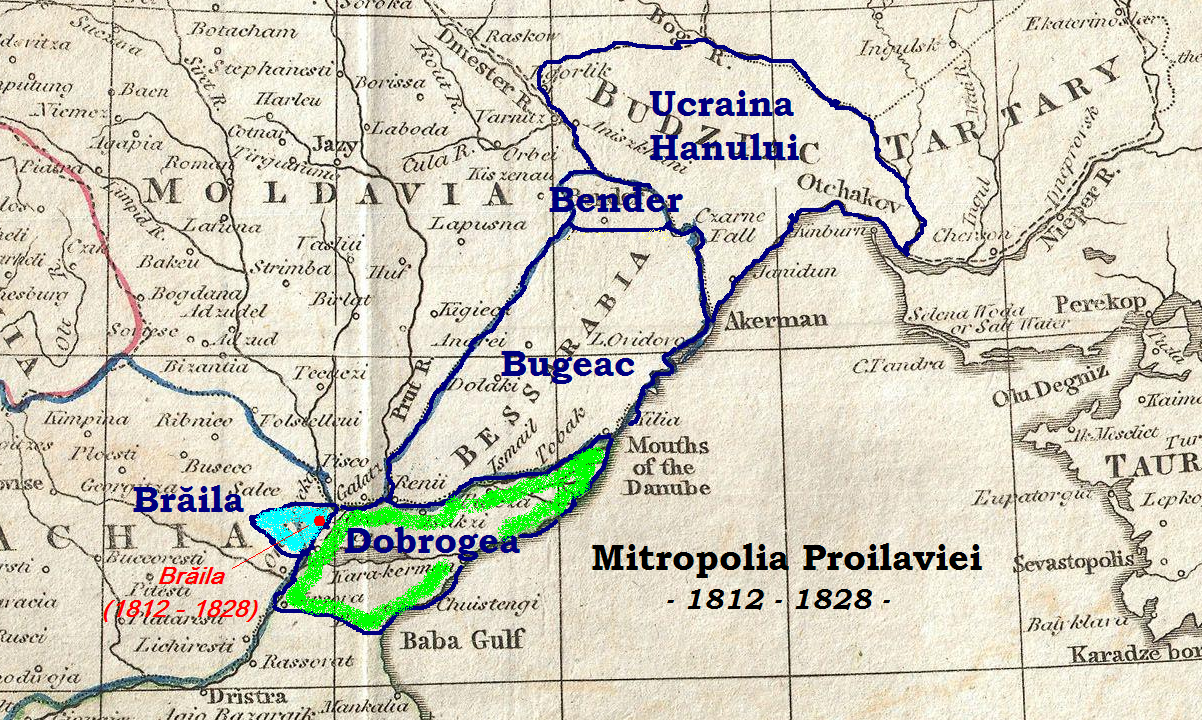
Jurisdicţia Mitropoliei Proilaviei - 1812 - 1828

Războiul s-a încheiat prin Pacea de la București (6 mai 1812), în urma căreia partea dintre Prut și Nistru a Moldovei (numită de acum Basarabia) a fost inclusă în componența Imperiului Rus. În urma hotărârii Sinodului Bisericii Ortodoxe Ruse, la 21 august 1813, a fost creată Arhiepiscopia Chișinăului și Hotinului, subordonată canonic Bisericii Ortodoxe Ruse, cuprinzând teritoriile dintre Prut și Nistru, precum și, dincolo de Nistru, zona orașelor Tiraspol, Dubăsari, Ovidiopol și Odessa. În acest fel Mitropolia Proilaviei pierdea Bugeacul și Tighina, rămânând fără teritorii sub ascultare la Nord de Dunăre.
După război, Patriarhia Ecumenică reorganizează eparhiile în conformitate cu noua realitate teritorială. În aprilie 1813, cu ocazia alegerii noului Mitropolit de Proilavia, Calinic al IV-lea, această mitropolie este alipită celei de Silistra, creându-se astfel, printr-un act al Patriarhiei de Constantinopol, o singură eparhie - incluzând și teritoriul Dobrogei, cu reședința atât la Brăila cât și la Silistra.
Eparhia Proilaviei drvine acum mică și fără însemnătate, astfel că mitropolitul Proilaviei, începând de la 1812, se numește „al Brăilei și al Silistrei sau cum se mai zicea al Dirstei și al Proilaviei, exarh a tot țărmul Dunării”.:p. 487
În 1821, întâlnim ca păstor pe mitropolitul Antim al Dristrei și Proilavului și exarh al părților de lângă Dunăre, până în 1828. Mitropolitul Antim a primit la reședința sa din Silistra la 29 august 1822, pe primii domni pământeni, Ioniță Sandu Sturdza al Moldovei și Grigore Ghica al Țării Românești.
În 1828, a izbucnit al patrulea război ruso-turc. Trupele țarului ocupă Iașii, Bucureștii și Brăila, iar Mitropolia Proilaviei își încetează activitatea. În urma păcii de la Adrianopol, din 2/4 septembrie 1829, toate cetățile din stânga Dunării, cu ținuturile înconjurătoare, au fost restituite Țării Românești. Bisericile din raialele Turnu și Giurgiu au fost alipite la Mitropolia Ungrovlahiei iar cele din raiaua Brăila au intrat în componența eparhiei Buzăului.
Ultimul mitropolit al Proilaviei a fost Antim al II-lea (1821 - 1828), mitropolia desființându-se practic prin dispozițiile Tratatului de la Adrianopol din 1928,:p. 51 chiar dacă ea a fost desființata în mod formal abia în ianuarie 1840.:p. 285

## Ierarhi și slujitori

### Mitropoliți și episcopi
Mitropoliți Proilavi

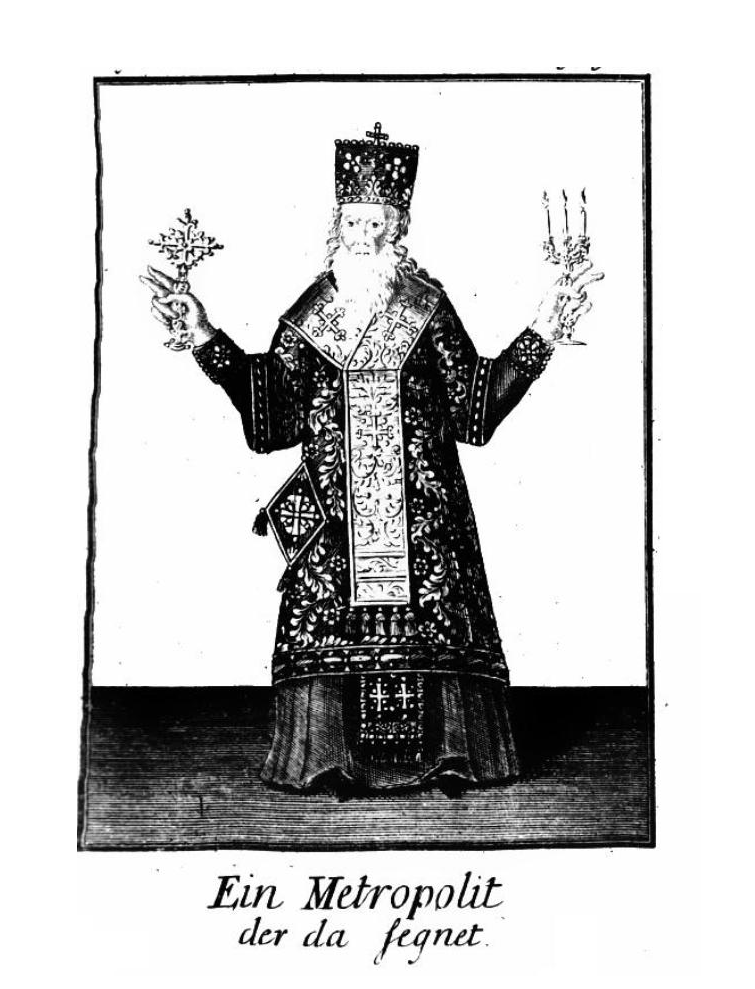
Mitropolit Proilav, pe la 1700

Numărul exact al mitropoliților care au condus Mitropolia Proilaviei nu este cunoscut cu exactitate. Unul din motive este acela că nu se știe data exactă a înființării eparhiei. Un al doilea motiv este faptul că nici până în prezent nu există o lucrare documentară, bazată pe cercetarea izvoarelor originale (arhiva mitropoliei, aflată probabil, în custodia Patriarhiei Ecumenice).
Numele mitropoliților cunoscuți provin din izvoare indirecte, în special din menționarea lor în alte surse grecești, rusești sau românești.
Cea mai completă listă este publicată în Enciclopedia de istorie a României și cuprinde un număr de 21-22 de mitropoliți.
Dintre ierarhii Proilaviei se remarcă mitropoliții Partenie I, Gherasim și Calinic II, care au deținut și demnitatea de patriarhi ecumenici de Constantinopol precum și Partenie al II-lea care a fost locțiitor al Patriarhului Ecumenic.
Cronologia de mai jos trebuie privită ca relativă, neexistând surse concordante pentru întreaga perioadă analizată.
Lista ierarhilor Proilaviei consemnează, după mai sus-menționatul mitropolit Gavriil, pe mitropoliții Nectarie I și Antim I (în jurul anului 1590), Grigorie I (la 1621), Meletie (1639-1655):p. 1750, Gherasim (1655-1658), Partenie I (1668-1671):p. 1801, Lavrentie (1671-1672), Nectarie II (1680), Calinic I (ante 1700):p. 1554, Grigorie II (cca 1700 - după 1704), Ioanichie (ante 1715-1743):p. 1698, Calinic II (1743-1748):p. 1554, Filotei (1748-1751), Daniil (1751-1773):p. 1600, Ioachim (1773-1780):p. 1696, Chiril (1781-1789):p. 1573, Partenie II (1793-1810), Calinic III (1810-1813), Calinic IV (1813-1821) și Antim II (1821-1828).:p. 1496
Episcopi de Hotin

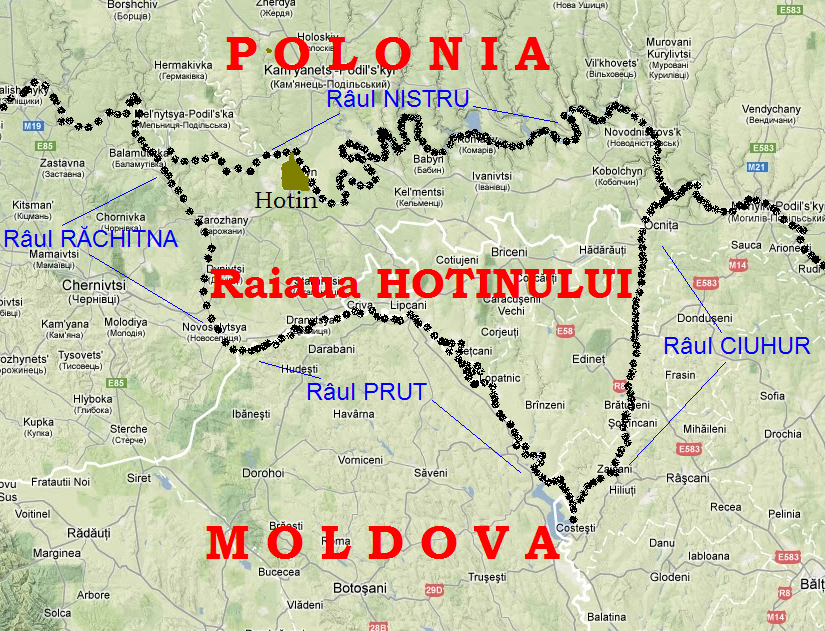
Raiaua Hotinului

Episcopia Hotinului a fost o structură canonică sufragană a Mitropoliei Proilaviei între anii 1757(1758) - 1810. Ea s-a născut prin scoaterea de sub ascultarea canonică a Mitropoliei Moldovei a teritoriului încorporat de turci al raialei Hotinului și intrarea credincioșilor creștini de aici în jurisdicția Mitropoliei Proilaviei, cu sediul la Ismail între 1758 - 1789 și la Brăila între 1793 - 1810.
Episcopia a funcționat cu întreruperi, fiind desființată pe timpul ocupațiilor rusești dintre anii 1769-1774, 1789-1792 și 1806-1810.
Ca episcopi de Hotin au funcționat patru dintre Mitropoliții Proilavi: Daniil, Ioachim, Chiril și Partenie al II-lea, precum și doi episcopi de sine stătători: Neofit și Amfilohie.
Episcopia a fost desființată în 1810 printr-un act al mitropolitului Gavriil Bădulescu-Bodoni, exarh al Moldovei, Valahiei și Basarabiei:
„Înștiințare să face, ca după cum în cnejia Moldavii, după luarea cetăților Hotinul si Benderul de către oștííle prea puternicului și blagocestivului nostru împărat Alexandra Pavlovici, s-au alăturat mai sus numitele cetăți cu olatele lor la adevăratele lor eparhii, de unde s-au fost dejghinate din vechime ....”—Mitropolit Gavriil Bănulescu Bodoni, Scrisoare către locuitorii Brăilei, 4 februarie 1810
Exarhatul Tomarov (Tomarova)
Exarhatul patriarhal al Tomarovului (Tomarovei) a funcționat pentru o perioadă de 30-40 de ani la mijlocul secoluluii al XVII-lea, având sub păstorire localitățile din jurul orașului Reni, intrate sub stăpânirea Imperiului Otoman la 1621.
Astfel, un tomos al Patriarhului Ecumenic Dionisie al IV-lea „Muselimul” sau „Seroglanul”, (Διονύσιος Δ΄ Μουσελίμης), emis în septembrie 1664 în vederea confirmării contopirii exarhatului Tomarovului cu mitropolia Proilavului, arată că
„în vremuri de tulburare [κατὰ καιροὺς ἀνωμάλους] Tomarovul a fost numit exarhie patriarhală, cu toate că el a constituit întotdeauna o enorie a mitropoliei Proilavului:p. 233”—1664 - Tomos al Patriarhului Ecumenic Dionisie „Muselimul.''
 Din formularea textului, rezultă că statutul de exarhie nu a durat mult, el fiind acordat la o dată ulterioară anului 1621, an la care teritoriul desprins din Moldova a fost pus sub păstorirea Mitropoliei Proilaviei, după cum se vede și din citatul anterior. Documentul menționează în continuare că exarhia „a fost înlocuită din nou și subordonată celei [mitropoliei] a Proilaviei”.:p. 233
Restaurarea statutului de enorie al așezării a avut loc în urma acțiunilor întreprinse de mitropolitul de atunci al Proilaviei, Gherasim. Dacă avem în vedere faptul că Gherasim a fost ales arhiereu al acestei eparhii în octombrie 1655, iar trei ani mai târziu, în 1658, a fost ales mitropolit al Târnovului, statutul de exarhie al Tomarovului trebuie să fi încetat pe parcursul acestei perioade de trei ani.:p. 261
De atunci, Tomarovul a rămas o enorie a mitropoliei Proilaviei, acest lucru fiind păstrat în titulatura arhiereului până la 1813.:pp 286-306

### Preoți și slujitori

#### Protopopi
În continuare sunt prezentați preoții care au deținut demnitatea de protopop în diferitele eparhii ale mitropoliei și despre care există mărturii documentare certe.
Protopopi de Brăila

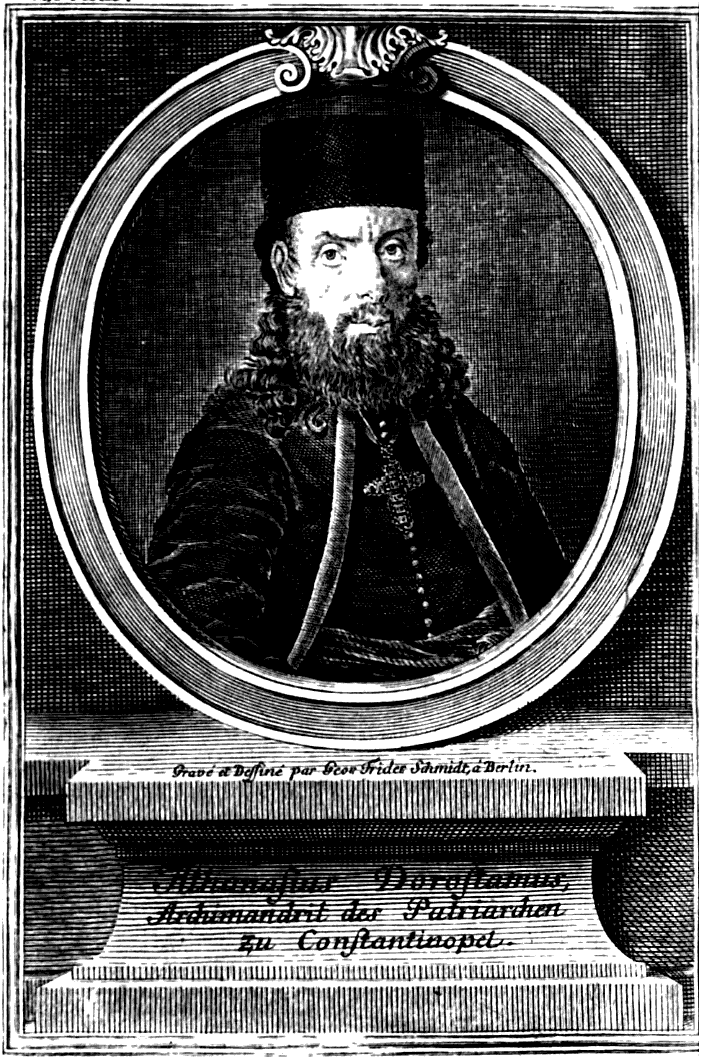
Arhimandritul Proilaviei, Atanasie Dorostamos, 1737

- 1644 - arhimandritul Ioanichie este menționat ca însoțind-ul pe mitropolitul Meletie, în călătoria acestuia la Moscova.[56]
- 1712 -1726 - arhimandritul Atanasie Dorostamus, menționat ca arhimandrit pe lângă mitropolitul Ioanichie al Proilaviei, împreună cu care face în 1712 o vizită canonică în Bugeac și Bender, unde îl întâlnește pe regele Suediei, Carol al XII-lea, aflat în refugiu aici sub protecția sultanului otoman.[57]
- 1814, 13 ianuarie - Preotul Neculai sin popa Dumitru ot Brăila, protopop Brăilei, hirotonit de mitropolitul Calinic al IV-lea al Proilaviei la hramul lui Sfeti Nicolai, la biserică la Vărsătura.[25]:Apendice, pp 161-162
- 1814, 9 mai - Preotul Iconom Apostolachi, menționat pe un Minei al lunii mai: Să se știe de când a dat poruncă părintele Apostolachi, iconomul Brăilei, prin toată raiaua la toți preoții de prin sate ...[25]:Apendice p. 162
- 1818, 28 aprilie - Preotul Iacov, arhimandrit al Proilavului, al Ibrăilei și al Dristei, pe un Minei din Râmnic[58]:p. 5
- 1818, 28 august - Preotul arhimandrit Ioan de la biserica Mitropoliei Proilaviei din Brăila, menționat într-un Minei pe luna august: să se știe de când s-au dus părintele Ioan Arhimandritul cu părintele Vlădica la Silistra, 1818 August 28.[15]:p. 15
- 1818, 5 septembrie, [Neprecizat] sin pop Dumitru, protopop ot Brăila, pe un Minei de decembrie românesc[58]:p. 6

Protopopi de Dubăsari
- 1776, 16 iunie, Iconomul Leon din satul Dubăsari, numit de mitropolitul Ioachim[37]

Protopopi de Mălăiești
- 1776, 16 iunie, Iconomul Andrei, care a fost numit de mitropolitul Ioachim ca preot pe satele din provincia de jos, Teia, Speia și Butur[37]

#### Preoți

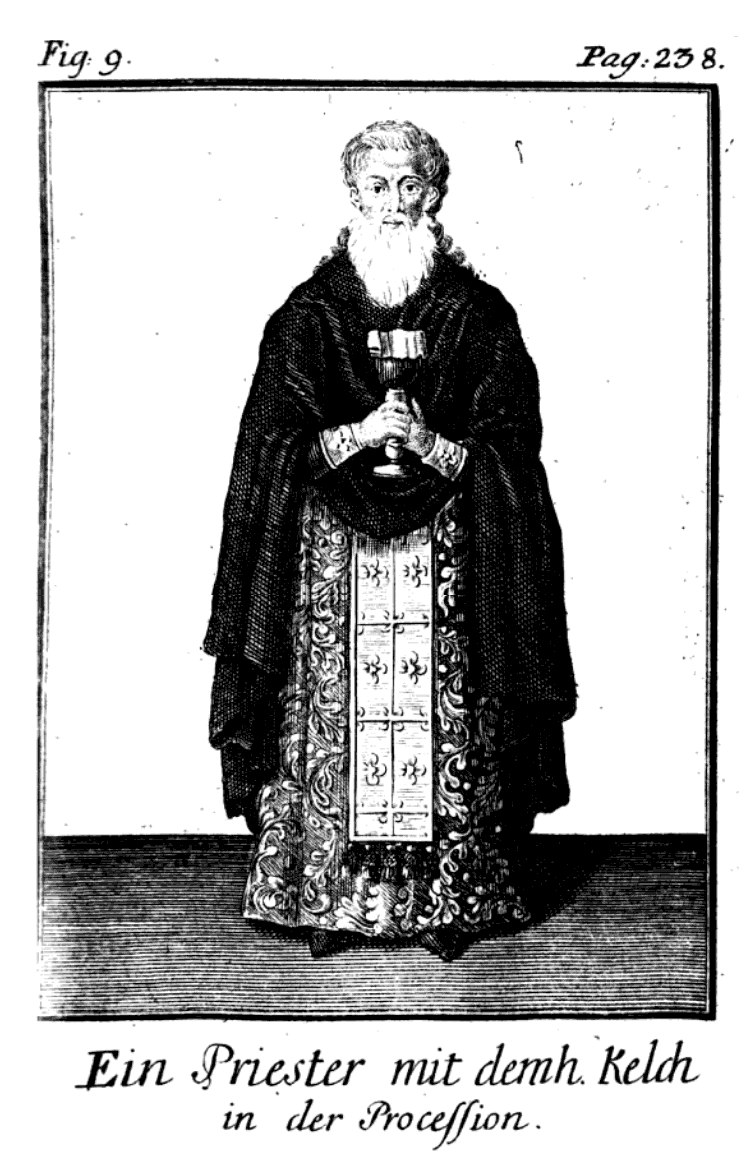
Preot de rit grecesc de la 1700

Având în vedere specificul acestei mitropolii (eparhie activând pe teritoriul controlat de Imperiul Otoman) numărul de biserici ca și numărul preoților slujitori a fost sensibil mai mic decât în mitropoliile din celelalte Țări Românești.
Lipsa documentelor din primele veacuri de existență ale Mitropoliei Proilaviei face ca prima mențiune a unui preot să apară abia la 4 august 1758, când ierodiaconul Alexandru Ureache, preot desăvârșit la schitul Nalt al Episcopiei Hotinului, este hirotonit de  mitropolitul Daniil al Proilaviei.
De remarcat că marea majoritate a documentelor care atestă numele preoților din această mitropolie provin din surse rusești și se referă la Ucraina Hanului, Bugeac sau Hotin.

#### Slujitori bisericești
Numele acestor slujitori bisericești s-a păstrat în special datorită însemnărilor făcute de aceștia pe diferite cărți de cult, însemnări care se constituie într-o adevărată cronică a Mitropoliei Proilaviei
Logofeți
- 1804 - Logofătul Stoica, la biserica Sfinților Voevozi Mihail și Gavriil pe un Minei de Veneția, 1774[58]:p. 4
- 1813 - Gheorghe, al Brăilei grămătic, menționat într-o inscripție pe o carte de cult aflată în anii 1930 la biserica Sfântul Spiridon din Brăila, care spunea că „și aceasta cu celelalte este a sfințitei biserici a prea sfințitei Mitropolii cinstite pe numele prea-marilor arhangheli Mihail și Gavriil; să fie afurisiți cei, oricari ar fi, cari ar voi să o fure. Al Brăilei grămătic, Gheorghe mărturisește.”[60]
- 1829, 26 martie - Logofătul Costandin al Metropoliei Ibrăilei, pe un Minei din Râmnic[58]:p. 5

Dascăli
- 1784, 27 ianuarie - dascălul Gheorghe de la biserica din satul Vadul lui Isac (zona Reni), menționat într-o inscripție de pe o carte, aflată la 1920 în biserica din satul Vadul lui Isac și care spunea că „acestu sfântu Tripodu este cumpăratu de irei Costandanche și de dascălul Gheorghe ...”[61]:p. 255
- 1813, 1 octombrie - Dascălul Dumitrache, din târgul Brăilei, pe un Minei din Râmnic[58]:p. 5
- 1814, 9 mai - Dascălul Dumitrache, menționat pe un Minei al lunii mai:  ... au însemnat eu dascălul Dumitrache primichiriu al Mitropoliei Brăilei, 1814, Maiu 9.[25]:Apendice p. 162
- 1817, 5 iunie - Dascălul Vasile ca să să știe de când am venit aice, în târgul de am slujit la sânta biserică a mai mareloru Arhangheli Mihailu che Gavril, și învățam eu copii, pe un Minei de iunie românesc[58]:p. 8
- 1818 - Dascălul Nicolae, la biserica mai marilor Voevozi Mihail și Gavriil din Brăila, pe un Apostol din București, 1774[58]:p. 4
- 1822, 5 ianuarie - Dascălul Neacșu menționat pe un Minei grecesc din aprilie, unde semnează ca Neacșu, dascălul și aprinzătorul de candele, următoarea însemnare: Să se știe de când a venit Panierotat ke Theoprovlit aghiu Mitropolit Dristru ke Proilavu Kirio min Kir Antimu. Au venit la leat 1822, Ianuarie 5.[25]:Apendice p. 164
- 1825, 20 aprilie - Dascălul Constandin a preotului Neculaiu singhelul din Brăila, pe un Minei din Râmnic[58]:p. 5
- 1825, 20 aprilie - Dascălul Nicolae, de la Sfânta Biserică de aici a Mitropoliei Brăilei, am scris eu cu mână de țărână, că mâna putrezește iar cel ce mă citește tot mă pomenește, mențiune pe o evanghelie română tipărită la Buda în 1812[25]:Apendice p. 165
- 1829 - Dascălul Mitu, pomenit într-o inscripție din 1832 pe un Apostol grecesc din 1810: acest Apostol grecesc l-am cumpărat dela dăscălița lui dascălu Mitu și pentru a fi știut 1-am iscălit supt a mea iscălitură.[62]:p. 99

## Personalități

### Atanasie al III-lea, Patriarhul Constantinopolului

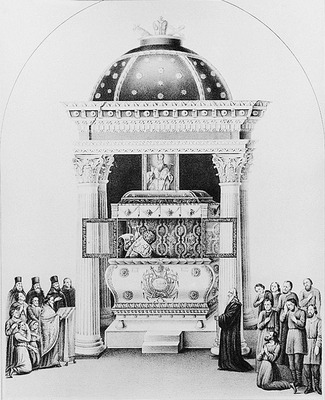
Mormântul Sfântului Atanasie Patelarie

Atanasie Patelarie s-a născut în anul 1580 în orașul Rethimno din insula Creta, primind la botez numele de Alexios. A intrat în viața călugărească ca frate la Mănăstirea „Sf. Ecaterina” din Muntele Sinai, unde a fost călugărit cu numele de Anania. Tot aici este hirotonit ieromonah, primind numele de Atanasie.
În anul 1626, o veche scriere grecească arată că Atanasie Patelarie se afla în Țara Românească, unde profesa ca dascăl pentru fii de boieri.
Datorită virtuților și cunoștințelor sale, patriarhul ecumenic Chiril Lucaris îl cheamă pe ieromonahul Atanasie la Constantinopol. În anul 1631 este ales mitropolit al Tesalonicului, el ocupând trei ani mai târziu, pentru scurtă vreme, și scaunul patriarhal al Constantinopolului.
Sub presiunile orânduirii turce care cerea noi taxe, ierarhul a găsit sprijin și ocrotire în Țara Moldovei. Cu învoirea voievodului Vasile Lupu și cu încuviințarea mitropolitului Varlaam al Moldovei, patriarhul ecumenic Atanasie este găzduit la Mănăstirea „Sfântul Nicolae” din Galați, începând din anul 1642 și până prin 1653, când pleacă după ajutoare în Rusia.
Un călător contemporan cu patriarhul Atanasie, diaconul Paul de Alep menționează că patriarhul Atanasie avea în grija sa și păstorirea credincioșilor din Brăila, oraș aflat sub stăpânire otomană și unde se găsea sediul Mitropoliei Proilaviei. Mitropolitul locului îi încredințase fostului patriarh Atanasie dreptul de a hirotoni preoți și diaconi pentru partea de sud a Moldovei și de a îndruma viața credincioșilor de la Dunăre.

### Mitropolitul Partenie I (1668-1671)
Mitropolitul Partenie I a condus mitropolia pentru scurtă vreme, între două numiri succesive ca patriarh de Constantinopol, unde este înscris sub numele de Partenie al IV-lea. După ce a păstorit o vreme în scaunul mitropolitan de Brusa, a fost ales în cea mai importantă demnitate ecleziastică, în cinci rânduri, în perioadele 1657-1662, 1665-1667, 1671, 1675-1678 și 1684-1685.
În timpul primei sale păstoriri, la 1659, are loc la Târgoviște un sinod local, convocat de domnul muntean Mihnea al III-lea Radu, și care a analizat probleme teologice și pastorale de interes și actualitate la acea dată. S-a păstrat un schimb de scrisori între Partenie, patriarhul de Constantinopol, și domnul Țării Românești referitoare la acest moment. În timpul celei de-a doua păstoriri, probabil la 1665, patriarhul Partenie a întărit drepturile de autodespotie ale Mănăstirii Tismana.
După cea de-a doua retragere - silită - din scaun, în anul 1667, Partenie ajunge în Țara Românească în nădejdea de a câștiga bunăvoința domnitorului muntean Radu Leon. Peste puțină vreme este numit de către patriarhul Metodie al III-lea în scaunul Proilaviei. Unul dintre mitropoliții de mai târziu ai Proilaviei, Calinic al III-lea, istorisindu-i viața, îl confundă, într-una dintre scrierile sale, cu Sfântul Patriarh Atanasie Patelarie. Mitropolitul Partenie a părăsit scaunul de la Brăila, la 1671, pentru a ocupa, a treia oară, tronul patriarhal de la Constantinopol.
După 1685, Partenie va păstori Mitropolia Vidinului, iar în ultimii ani ai vieții se va întoarce la București, unde va și muri, după anul 1688, și unde, probabil, este și înmormântat.

### Mitropolitul Calinic al II-lea (1743-1748)
Mitropolitul Calinic al II-lea era originar din Zagora (Tesalia). A avut parte de o educație aleasă până la venirea sa la Brăila, la 1743, dovedind multă dragoste pentru carte și adunând o importantă bibliotecă.
După ce a păstorit Mitropolia Proilaviei timp de cinci ani, el a fost ales în 1757 patriarh de Constantinopol cu numele de Calinic al IV-lea, dar a rămas în scaun doar șase luni. Este autor al câtorva lucrări rămase în manuscris. „S-a arătat a fi bărbat erudit, apărător al dogmelor ortodoxe, statornic și înalt la cugetare.” A murit în locul său de naștere.

### Mitropolitul Partenie al II-lea (1793-1810)
Mitropolitul Partenie al II-lea a fost o prestigioasă personalitate bisericească a epocii, fiind menționat în numeroase documente ale Patriarhiei Ecumenice și ales, pentru o scurtă perioadă de timp, la 1806, pe când era mitropolit de Proilavia, ca locțiitor de patriarh ecumenic. În 1810 este numit mitropolit de Drama, în Grecia.

## Catedrale, mănăstiri și biserici
După cucerirea Constantinopolului de către turci, bisericile creștine construite pe teritoriul Imperiului Otoman, inclusiv cele de pe teritoriile raialelor aflate sub oblăduirea Mitropoliei Proilaviei, nu au mai avut voie să aibă turle înalte sau însemne speciale de credință, acestea asemănându-se cu vechile bazilici, drepte și fără turle. Creștinilor din aceste teritorii nu li se îngăduia să-și construiască locașuri de cult deasupra solului și nici să aibă clopote la ele. Din aceasta cauză, creștinii au fost nevoiți să recurgă la construirea bisericilor îngropate sub pământ.
O mărturie incontestabilă o reprezintă textul unei inscripții cioplite în piatră, în limba română scrisă cu caractere chirilice, păstrată astăzi în catedrala episcopală cu hramul „Adormirea Maicii Domnului” din Giurgiu:
„Inscripție deasupra monumentului
Subt acest monument zidit
Jertfelnic bisericii vechi existând
La anul 1806 în pământ clădită
Cu hramul Adormirea Maicii Domnului slăvită
Sub oblăduire otomană fiind
Neîngăduit deasupra a fi zidită .....”— Autor anonim ,  Catedrala „Adormirea Maicii Domnului” din Giurgiu

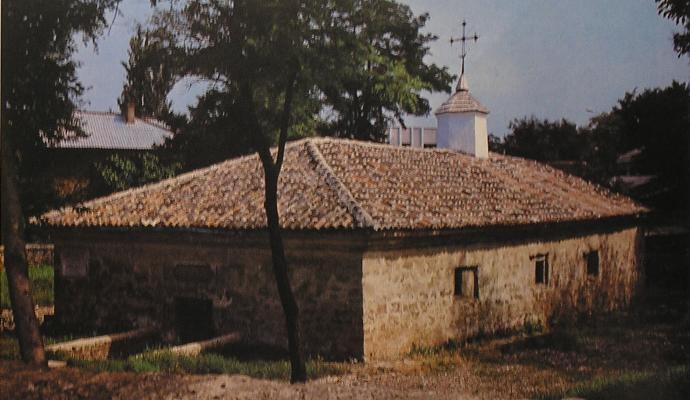
Biserica „Adormirea Maicii Domnului” din Căuşeni, înainte de renovare

Abia după Tratatul de la Adrianopol din 1829, pe teritoriul fostelor raiale sunt construite primele biserici ortodoxe, prin transformarea unor foste moschei, așa cum este cazul bisericii cu hramul „Sfinții Arhangheli Mihail și Gavril” din Brăila sau a bisericii cu hramul „Sfântului Ierarh Nicolae” din Giurgiu, ambele fiind sfințite în anul 1831.
Numai spre mijlocul secolului al XIX-lea, Poarta va iniția unele reforme interne, numite cu un cuvânt generic Tanzimat („reorganizare”), cele mai importante fiind Hatt-I Sherif-ul (Hatișeriful) de la Gülhane din 3 noiembrie 1839 și Hatt-i Humayan-ul din 1856. Ele prevedeau, între altele, o anumită relaxare față de măsurile restrictive aplicate până atunci vieții creștinilor din imperiu. Între puținele astfel de înlesniri se numărau deplina egalitate în fața legii a creștinilor, evreilor și musulmanilor, înlăturarea impozitelor speciale (jizia) pe care le plăteau creștinii, aprobarea ridicării de turle pe bisericile noi și folosirea clopotelor.
Cele mai cunoscute biserici aflate de-a lungul timpului sub jurisdicția Mitropoliei Proilaviei sunt următoarele: 
- Catedrala mitropolitană din Brăila, cu hramul „Sfinții Arhangheli Mihail și Gavriil”
- Catedrala mitropolitană din Ismail, cu hramul „Sfânta Cuvioasă Parascheva”
- Mănăstirea „Sfântul Nicolae” din Brăila, ctitorită probabil de Mihai Viteazul la 1595, în timpul unei scurte eliberări a orașului de sub turci.
- Biserica „Sf. Nicolae” din Ismail, dependentă de mitropolie, a devenit metoc al Mănăstirii Caracalu în 1648, fiind refăcută mai întâi de fratele domnitorului moldovean Vasile Lupu, iar mai târziu de voievodul Constantin Brâncoveanu.
- Biserica „Sfinții 40 de Mucenici” din Iași a fost închinată în anul 1767 de ctitorul său, hatmanul Vasile Roset, Mitropoliei Proilaviei (și nu Mitropoliei Moldovei, cu sediul la Iași), cu statut de stavropighie. Biserica trebuia să dea Patriarhiei de Constantinopol în fiecare an câte 6 ocale de ceară.[69]
- Biserica „Adormirea Maicii Domnului” din orașul Căușeni, Republica Moldova. Biserica dateaza din secolul al XVI-lea, deși nu se cunoaște un an concret când aceasta a fost construită și este singura din Republica Moldova care are picturi murale. Lăcașul sfânt s-a afundat pe jumătate în pământ. Legenda spune că în timpul dominației tătărești, tătarii au căzut de acord să se construiască o biserică ortodoxă, doar cu condiția ca aceasta nu va fi mai înaltă decât un soldat călare.[70]
- Biserica „Sfântul Nicolae” din Chilia Nouă, înălțată conform tradiției de arhitectul italian Ioan Provana, la porunca domnitorului Ștefan cel Mare și restaurată în timpul domniei lui Vasile Lupu (1647–1648).[71]

## Controverse, neclarități și incertitudini
Lipsa unor izvoare concludente și de încredere din unele perioade istorice, ca și lipsa totală a oricărei cercetări științifice temeinice asupra Mitropoliei Proilaviei după anul 1940, face ca o serie de aspecte să rămână și astăzi fie necunoscute, fie neclare, fie controversate sau, în cel mai bun caz, la nivelul de cunoaștere din 1939, când a apărut ultima cercetare științifică relevantă în domeniu, anume lucrările lui Demostene Russo: „Mitropolia Proilavului” și „Lista Mitropoliților Proilavului 1590-1828”.
În continuare sunt prezentate cele mai importante aspecte care așteaptă încă o cercetare amănunțită și clarificare.

### Meletie Syrigul și Meletie al Proilaviei sunt una și aceeași persoană?
Unul dintre aspectele asupra căruia s-a polemizat mult în perioada interbelică a fost acela al stabilirii identității dintre Meletie Syrigul și mitropolitul Meletie al Proilaviei.
Polemica a opus, pe de o parte, pe Demostene Russo care susținea că cei doi au fost într-adevăr contemporani, dar au fost două persoane diferite, fără nici o legătură între ele, și, pe de altă parte, marea majoritate a celorlalți istorici, în frunte cu Nicolae Iorga, Silviu Dragomir, Iustin S. Frățiman sau Ghenadie Enăceanu, care considerau că cei doi au fost una și aceeși persoană.
Trebuie menționat că nici una din tabere nu are un argument irefutabil, ci argumentația se bazează în special pe interpretarea unor informații contextuale. Deși în prezent s-a generalizat acceptarea identității dintre cei doi, aceasta s-a datorat mai degrabă faptului că după 1947 operele lui Nicolae Iorga și Silviu Dragomir au fost mult mai accesibile față de lucrările lui Demostene Russo, ale cărui argumente nu sunt de neglijat și merită o cercetare mai atentă.
Pentru a ajuta o înțelegere corectă și echilibrată a aspectelor principale ale acestei dispute, în secțiunea Biblioteca Mitropoliei Proilaviei este prezentat un document care conține atât studiul lui Russo „Meletie Sirigos și Meletie al Proilavului sunt două persoane deosebite” cât și replica lui Nicolae Iorga publicată în Revista de Istorie.

### Care sunt orașele unde și-a avut sediul Mitropolia Proilaviei?
Un aspect întâlnit în aproape toate lucrările dedicate Mitropoliei Proilaviei este acela care menționează faptul că mitropolia și-a avut de-a lungul timpului sediul într-o serie întreagă de localități cum ar fi: Brăila, Ismail, Silistra, Reni, Căușeni, Galați, etc.
Acest fapt își are originea în puținătatea informațiilor disponibile în perioada de început a cercetărilor istorice asupra subiectului (mijlocul secolului al XIX-lea) iar apoi într-o preluare cu superficialitate și necritică a acestor informații.
Pe baza documentelor și informațiilor disponibile în acest moment se poate afirma, cu un grad mare de certitudine, că Mitropolia Proilaviei și-a avut reședința după cum urmează:
- din 1540-1550 până pe la 1580 la Constantinopol, scaunul mitropolitan fiind practic un scaun nominal (fără eparhie efectivă)
- din 1580 până la 1594 la Brăila
- din 1594 până la 1639 la Constantinopol, scaunul mitropolitan fiind scaun nominal
- din 1639 până la 1751 la Brăila
- din 1751 până la 1789 la Ismail
- din 1789 până la 1806 la Brăila
- din 1806 până la 1812 la Constantinopol, scaunul mitropolitan fiind scaun nominal
- din 1812 până la 1828 la Silistra (ca sediu al nou înființatei Mitropolii a Dristrei și Proilaviei)
- din 1828 până la 1840 la Silistra, Mitropolitul Dristrei fiind și mitropolit nominal al Proilaviei.

Nu există nici un izvor istoric care să certifice existența reședinței mitropolitane la Reni, Căușeni sau Galați, confuzia care a făcut ca aceste localități să fie incluse în rândul reședințelor mitropolitane provenind din faptul că unii mitropoliți și-au petrecut o perioadă mai îndelungată în una din aceste localități, fără ca aceasta să însemne și o schimbare a reședinței oficiale a scaunului mitropolitan.

### Jurisdicția Mitropoliei Proilaviei s-a întins și asupra raialelor Giurgiu, Turnu și Orșova?
Până în prezent nu există nici un izvor direct sau circumstanțial care să certifice faptul că jurisdicția Mitropoliei Proilaviei s-ar fi întins și asupra celorlalte raiale turcești din Țara Românească, cu excepția raialei Brăilei.
Nicolae Iorga menționa la 1928 acest fapt ca o posibilitate: „Ismailul, unde veniseră boierii și clericii moldoveni la 1641 pentru a primi moaștele Sfintei Paraschiva, era cuprins în eparhia care se numea „a Brăilei și Ismailului”, împreună cu Renii, Chilia, Cetatea Albă, Benderul și poate chiar cetățile muntene ocupate de turci”.:p. 320
În schimb Constantin C. Giurescu, la 1968, consideră ca certitudine păstorirea mitropolitului Proilav asupra raialelor din Țara Românească, fără a preciza care era sursa acestei informații: Autoritatea mitropolitului Brăilei se întindea asupra tuturor creștinilor din raialele Dunării de jos, adică Turnu, Giurgiu, Brăila, Ismail, Chilia, asupra celor de la Nistru, adică Cetatea Albă, Tighina sau Benderul, inclusiv Căușanii si Hotinul, asupra celor din Dobrogea și de pe malul stâng al Nistrului, precum și asupra celor din întreaga regiune de la răsărit de acest fluviu, formând Ucraina hanului tătăresc, deci și dincolo de Bug. :pp 99-101
Lucrările ulterioare au preluat ideea lui Constantin C. Giurescu, pe care îl citează ca sursă, astfel încât în prezent există o cvasi-unanimitate că jurisdicția Mitropoliei Proilaviei s-a întins și asupra raialelor Giurgiu, Turnu și  Orșova, deși, așa cum a mai fost menționat, nu există nici un izvor direct sau circumstanțial care să certifice acest lucru.
O descoperire recentă aruncă o nouă lumină asupra acestui aspect. Astfel, Catagrafia bisericilor bucureștene pe anul 1810 amintește și de „preotul Radu sin popa Ivan, hirotonisit preot de Vladica Cerveno chir Chiril, pe biserica din Giurgiu în anul 1802 August 25”.
Din această inscripție rezultă că respectivul preot a fost hirotonit de Mitropolitul de Cerveno, Chiril, care a păstorit Mitropolia de Cerveno cu sediul la Ruse, până în 1806, când avea să fie mutat ca Mitropolit al Dristei. Acest lucru poate constitui un argument puternic în susținerea faptului că cel puțin Raiaua Giurgiu nu se afla sub autoritatea Mitropoliei Proilaviei, ci sub cea a Mitropoliei de Cerveno. Foarte probabil că și celelalte două raiale de pe teritoriul Țării Românești (Turnu și Orșova) să fi fost mai degrabă sub autoritatea mitropoliilor de peste Dunăre (de Cerveno și Vidin), de care erau apropiate geografic, decât de mult mai îndepărtata Mitropolie a Proilaviei.

### Unde se află arhiva și documentele Mitropoliei Proilaviei?
Până în prezent nu există nici o informație referitoare la locul unde se găsește arhiva Mitropoliei Proilaviei și conținutul acesteia. 
Izvoarele originale pe baza cărora s-au întocmit lucrările istorice dedicate Mitropoliei Proilaviei sunt puține la număr și în mare majoritate indirecte incluzând:
- 14 documente referitoare la perioada 1751-1806 (inclusiv gramate de hirotonire semnate de Mitropoliții Proilavi) descoperite de protoiereul rus Arseni Lebedințev în arhiva Consistoriului din Odesa și publicate în lucrarea „A.G. Lebedințev, Ucraina Hanului, în Buletinul Societății Imperiale de Istorie și Antichități din Odesa, vol. XXXI, 1913, publicat pentru prima dată în Monitorul din Herson, broșura 6, septembrie, 1860” (Арсений Гаврилович Лебединцев , Ханская Украина,  Херсонские Епархиальные Ведомости, №6, 1860, С. 301-332). Documentele au fost traduse și publicate de Ștefan Berechet, în 1923.[1]
- Câteva documente din Condica Sfântă a Episcopiei Hușilor, publicate la 1869 de episcopul Melchisedec Ștefănescu.[25]
- Tomosuri ale patriarhilor ecumenici de numire, depunere sau luare la cunoștință de demisia mitropoliților Proilavi.[19]
- Tomosuri ale patriarhilor ecumenici semnate de mitropoliții Proilavi.[19]
- Inscripții din bisericile și de pe cărțile care au aparținut Mitropoliei Proilaviei, culese și publicate de Nicolae Iorga și Radu Bounegru.[58][62]
- Însemnări și relatări ale unor călători străini.

Nu a fost identificată încă arhiva mitropoliei care ar trebui să conțină cel puțin: Condica Sfântă, gramatele de hirotonie, actele și registrele de strângere și predare a contribuțiilor bănești obligatorii, firmanele și corespondența cu autoritățile turcești, scrisori și circulare canonice, etc. Aceste trebuie să fi existat de vreme ce copii ale unora din aceste acte au fost găsite în alte locații.
Cele mai plauzibile locații unde ar trebui căutate sunt: Silistra (unde mitropolia și-a stabilit sediul la 1828 după părăsirea Brăilei), Ruse (unde a fost mutată ulterior Mitropolia Dristei de la Silistra) sau Constantinopol, în ideea că la 1828 arhiva ar fi fost trimisă direct la Patriarhia Ecumenică. Nu s-a putut identifica nici o încercare de căutare a acestei arhive în niciuna din aceste locații.

### Când s-a desființat Mitropolia Proilaviei?
Nu există un consens între istorici privind data la care Mitropolia Proilaviei a fost desființată definitiv, fiind avansate mai multe date ca 1806, 1810, 1812, 1829, sau 1840.
Pentru a fi consecvenți cu adevărul istoric ar trebui luate în considerare datele la care modificările structurale au fost făcute cu respectarea normelor canonice, adică doar acele modificări efectuate de organul canonic superior, Patriarhia Ecumenică.
Prin urmare, în 1806 și 1810, Mitropolia Proilaviei a fost desființată prin hotărâri administrative luate de domnitorul Constantin Ipsilanti respectiv mitropolitul Gavriil Bănulescu-Bodoni, deci ale unor organe de ocupație rusești, nerecunoscute de Patriarhia Ecumenică.
În anul 1812 Patriarhia Ecumenică decide comasarea Mitropoliilor Dirstei și Proilaviei, noua mitropolie creată, Mitropolia Dristrei și Proilaviei, preluînd tradițiile mitropoliilor contopite. Deci anul 1812 poate fi socotit anul în care Mitropolia Proilaviei a înceta să funcționeze de sine stătător.
Anul 1829 este considerat de marea majoritate a istoricilor ca anul desființării definitive a mitropoliei. De fapt acest an consfințește doar ieșirea de sub păstorirea Mitropoliei Dirstei și Proilaviei a ultimului teritoriu aparținând Țării Românești, anume raiaua Brăilei. Mitropolia continuă să existe, cu același nume, diferența fiind că scaunul Proilaviei devine acum doar unul nominal (fără eparhie).
În anul 1840 Mitropolia Dirstei și Proilaviei își schimbă numele în Mitropolia Dirstei, acesta fiind momentul în care scaunul de Mitropolit Proilav este desființat definitiv.

### Semnificația denumirilor din titulatura Mitropoliților Proilavi
Mitropoliții Proilavi au fost denumiți sau s-au autointitulat într-o varietate de moduri de-a lungul timpului.
Denumirile întâlnite în aceste titluri includ două categorii principale:
- scaune canonice: Mitropolia Proilaviei, Exarhatul Tomarov și Episcopia Hotinului;
- regiuni aflate sub păstorire canonică: Ucraina Hanului, Nistrul, Basarabia, malurile Dunării, etc.

Nu este cunoscut niciun tomos patriarhal prin care să se nominalizeze în mod expres teritoriile care intrau în păstorirea Mitropoliei Proilaviei.
Astfel, în tomosurile de întronizare, mitropoliții sunt numiți folosindu-se numai denumirile scaunelor canonice aflate în subordinea directă a Patriarhiei Ecumenice (Proilavia și Tomarovul), fie ca „al Proilaviei” fie ca „al Proilaviei și Tomarovului”. Episcopia Hotinului nu apare în aceste tomosuri, ceea ce confirmă faptul că acest scaun era sufragan Mitropoliei Proilaviei, mitropoliții Proilavi alegând fie să păstreze acest scaun pentru ei, fie să numească un episcop distinct.:pp 286-306
În gramatele pe care le semnează, Mitropoliții Proilavi se autointitulează adăugând la denumirile scaunelor canonice „al Proilaviei, Tomarovului și Hotinean” și numele teritoriilor păstorite „al întregului țărm al Dunării, al Nistrului și al întregii Ucraine a Hanului” sau „al întregului mal al Dunării și al toatei Basarabii și al Ucrainei”, acestea fiind practic singurele documente care permit delimitarea jurisdicției mitropoliei, în anumite epoci istorice.
De remarcat că denumirea „al Tomarovului” a fost păstrată în denumirea mitropoliților Proilavi până la 1813, deși exarhatul Tomarov a fost desființat și încorporat în Mitropolia Proilaviei la 1658.:p. 70

## Biblioteca Mitropoliei Proilaviei

### Izvoare documentare
- Izvoare documentare referitoare la Mitropolia Proilaviei
- 1641 - Tomosul patriarhului ecumenic Ioanichie de ridicare a Mănăstirii Sf Nicolae din Ismail la rangul de Stavropighie Patriarhală
- 1672 - Tomos al Patriarhului Ecumenic Dionisie, semnat de Mitropolitul Lavrentie al Proilaviei
- 1715 - Arbitrajul Patriarhului Samuil a disputei Ioanichie al Proilaviei - Iorest al Huşilor
- 1732 - Tomos al Patriarhului Ecumenic Paisie al II-lea semnat de Mitropolitul Ioanichie al Proilaviei
- 1737 - Mitropolitul Ioanichie al Proilaviei şi Arhimandritul Atanasie Dororstamus
- 1756 - Scrisoarea episcopului Antim al Kubanului către mitropolitul Daniil al Proilaviei
- 1771 - Scrisoarea mitropolitului Gavriil al Moldovei referitoare la desfiinţarea Mitropoliei Proilaviei
- 1773 - Enciclica mitropolitului Gavriil al Moldovei referitoare la resubordonarea eparhiilor Mitropoliei Proilaviei
- 1773 - Scrisoarea contelui Rumianţev către mitropolitul Gavriil al Moldovei referitoare la desfiinţarea Mitropoliei Proilaviei
- 1810 -Scrisoarea mitropolitului Gavriil Bănulescu către locuitorii Brăilei
- 1939 - Demostene Russo, Acte patriarhiceşti referitoare la Mitropolia Proilavului

### Lucrări de referință
- Lucrări de referință referitoare la Mitropolia Proilaviei
- Capitolul Mitropolia Proilaviei din lucrarea Studii şi Monografii asupra istoriei Bisericii Moldoveneşti de Arsenie, Episcop de Pskov
- Demostene Russo, Lista Mitropoliţilor Proilavului 1590-1829
- Demostene Russo, Meletie Sirigos şi Meletie al Proilavului sunt două persoane deosebite
- Demostene Russo, Mitropolia Proilavului
- Răspunsul lui Nicolae Iorga în polemica cu Demostene Russo privind Mitropolitul Meletie al Proilaviei
- Iustin Frăţiman, Administrarea bisericească la românii transnistreni